# Indie
Indie, plným názvem Indická republika, je stát v jižní Asii, nejlidnatější země světa. Na jihu ji ohraničuje Indický oceán, na jihozápadě Arabské moře a na jihovýchodě Bengálský záliv, na západě sousedí s Pákistánem, na severu s Čínou, Nepálem a Bhútánem a na východě s Bangladéšem a Myanmarem. V Indickém oceánu se poblíž Indie nachází Srí Lanka a Maledivy; její Andamanské a Nikobarské ostrovy mají námořní hranici s Thajskem, Myanmarem a Indonésií. Na úplném severu země leží nejvyšší hory, severní, střední a východní část tvoří úrodná nížina, jižní indický poloostrov se rozkládá na náhorní  plošině. Podnebí v Indii se pohybuje od rovníkového na jihu až po vysokohorské a tundrové v nejvyšších oblastech Himálaje. Indie se dělí na 28 států a 8 teritorií, na ploše 3,3 milionu km2 žije 1,4 miliardy obyvatel. Je tak sedmou největší zemí podle rozlohy a od získání nezávislosti v roce 1947 nejlidnatější demokracií na světě. Hlavním městem je Nové Dillí, největším městem je Bombaj, mezi další velká města patří Dillí, Bengalúru a Hajdarábád. Jedná se o etnicky a jazykově rozmanitou zemi, úředními jazyky jsou hindština a angličtina. Čtyři pětiny obyvatel se hlásí k hinduismu, 14 % k islámu a 2 % ke křesťanství. 
Moderní lidé přišli na indický subkontinent z Afriky nejpozději před 55 000 lety. Díky jeho dlouhodobému osídlení, převážně v izolaci jako lovci a sběrači, je tento region velmi rozmanitý a v genetické rozmanitosti lidí je druhý nejrozmanitější po Africe.  Před 9 000 lety se na subkontinentu na západním okraji povodí řeky Indus objevil usedlý způsob života, který se postupně vyvinul v civilizaci údolí Indu ve třetím tisíciletí př. n. l. Do roku 1200 př. n. l. se do Indie ze severozápadu rozšířila archaická forma indoevropského jazyka sanskrtu, jehož hymny zaznamenaly nástup hinduismu v Indii. V severních oblastech byly vytlačeny dřívější drávidské jazyky. Do roku 400 př. n. l. se v hinduismu objevily kasty a vznikly také buddhismus a džinismus, které hlásaly sociální řády nespojené s dědičností. Raná politická konsolidace dala vzniknout volně propojeným říším Maurjovců a Guptů. V této době se rozšířila kreativita, ale postavení žen se zhoršilo a nedotknutelnost se stala uznávanou tradicí. Střední království v jižní Indii exportovala drávidské písmo a náboženskou kulturu do království jihovýchodní Asie.
V raném středověku se na jižním a západním pobřeží Indie prosadilo křesťanství, islám, judaismus a zoroastrismus. Muslimská vojska ze střední Asie s přestávkami obsazovala severní indické pláně. Vzniklý Dillíský sultanát vtáhl severní Indii do kosmopolitních sítí středověkého islámu. Na jihu Indie vytvořila Vidžajanagarská říše dlouhotrvající komplexní hinduistickou kulturu. V Paňdžábu vznikl sikhismus, který odmítal institucionalizované náboženství. Mughalská říše v roce 1526 zahájila dvě století relativního míru a zanechala po sobě dědictví v podobě zářivé architektury. Postupně se rozšiřující vláda britské Východoindické společnosti změnila Indii v koloniální ekonomiku, ale upevnila její suverenitu. Vláda britské koruny začala v roce 1858. Práva slíbená Indům byla udělována pomalu, ale byly zavedeny technologické změny a prosadily se moderní představy o vzdělání a veřejném životě. Hlavním faktorem ukončení britské nadvlády se stalo průkopnické a vlivné nacionalistické hnutí, které proslulo nenásilným odporem. V roce 1947 bylo Britské indické impérium rozděleno na dvě nezávislá dominia, dominium Indie s hinduistickou většinou a dominium Pákistán s muslimskou většinou. Rozdělení provázely rozsáhlé ztráty na životech a nebývalá migrace. Z Indie, která byla na začátku 50. let poměrně chudou zemí, se stala rychle rostoucí velká ekonomika a centrum služeb informačních technologií.
Indie je federativní parlamentní republikou s prezidentem jako ceremoniální hlavou státu, zákonodárným orgánem je dvoukomorový parlament. Je rozvojovou zemí, je čtvrtou největší ekonomikou světa podle nominálního hrubého domácího produktu a třetí největší podle parity kupní síly. v indexu lidského rozvoje zaujímá 130. místo. Je to pluralitní, mnohojazyčná a mnohonárodnostní společnost s rostoucí střední třídou, indické filmy a hudba stále více ovlivňují světovou kulturu. Jedná se o jadernou velmoc s vysokými vojenskými výdaji. Země čelí nerovnosti mezi muži a ženami, podvýživě dětí a rostoucí míře znečištění ovzduší. Indie je zakládajícím členem Hnutí nezúčastněných zemí, je členem Asijské rozvojové banky, Asijské infrastrukturní investiční banky a Šanghajské organizace pro spolupráci, skupin BRICS a G20, hraje vlivnou roli  ve Světové obchodní organizaci, Mezinárodním měnovém fondu a jako bývalá britská kolonie je aktivním členem Společenství národů.

## Název
Název Indie je odvozen od staroperské verze slova Sindhu, historického místního jména pro řeku Indus. Ústava Indie uznává i výraz Bhárat (hin.:भारत / bʰɑːrət̪ /) jako oficiální pojmenování stejného statusu. Tento název je odvozen od sanskrtského jména krále Bharaty, jehož příběh je zmíněn v epické básni Mahábhárata. Známým úslovím je Bharat Mata, "Matka Indie". Třetí jméno, Hindustán (hin.:हिन्दुस्तान / hin̪d̪ust̪ɑːn /) (per. Hindská země) se používá od 12. století ačkoli jeho současné použití je omezeno z důvodu sporů o to, jak přesně a korektně toto slovo reprezentuje zemi s mnoha různými náboženstvími.

## Historie

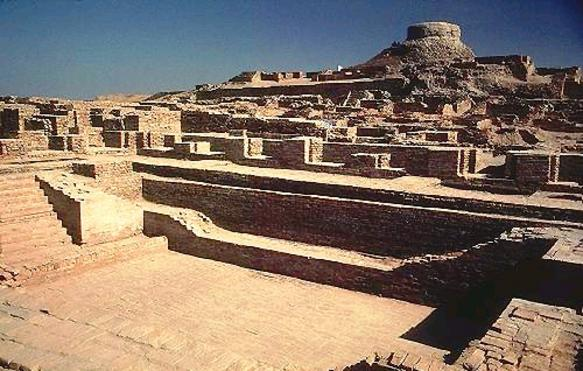
Harappská kultura: citadela v Mohendžodaro

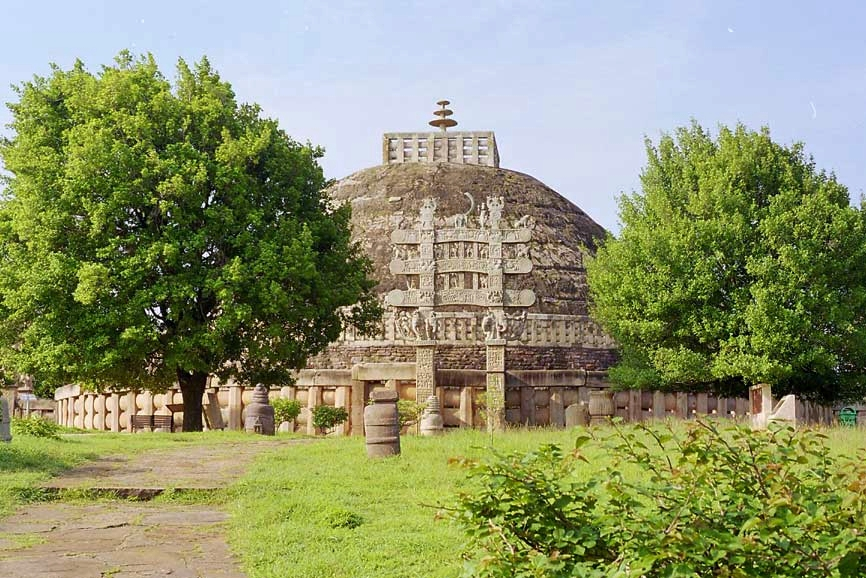
Maurjovská říše: Stúpy v Sáňčí

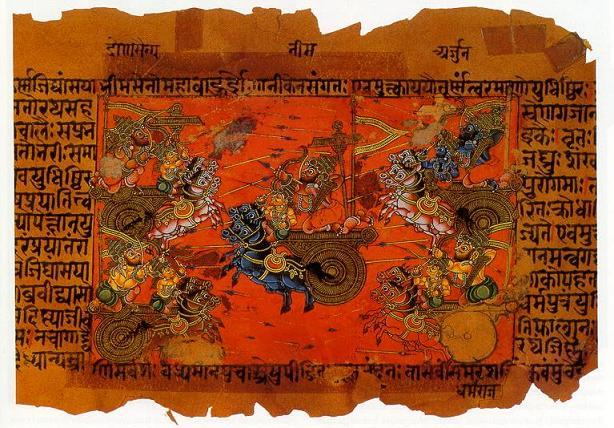
Mahábhárata

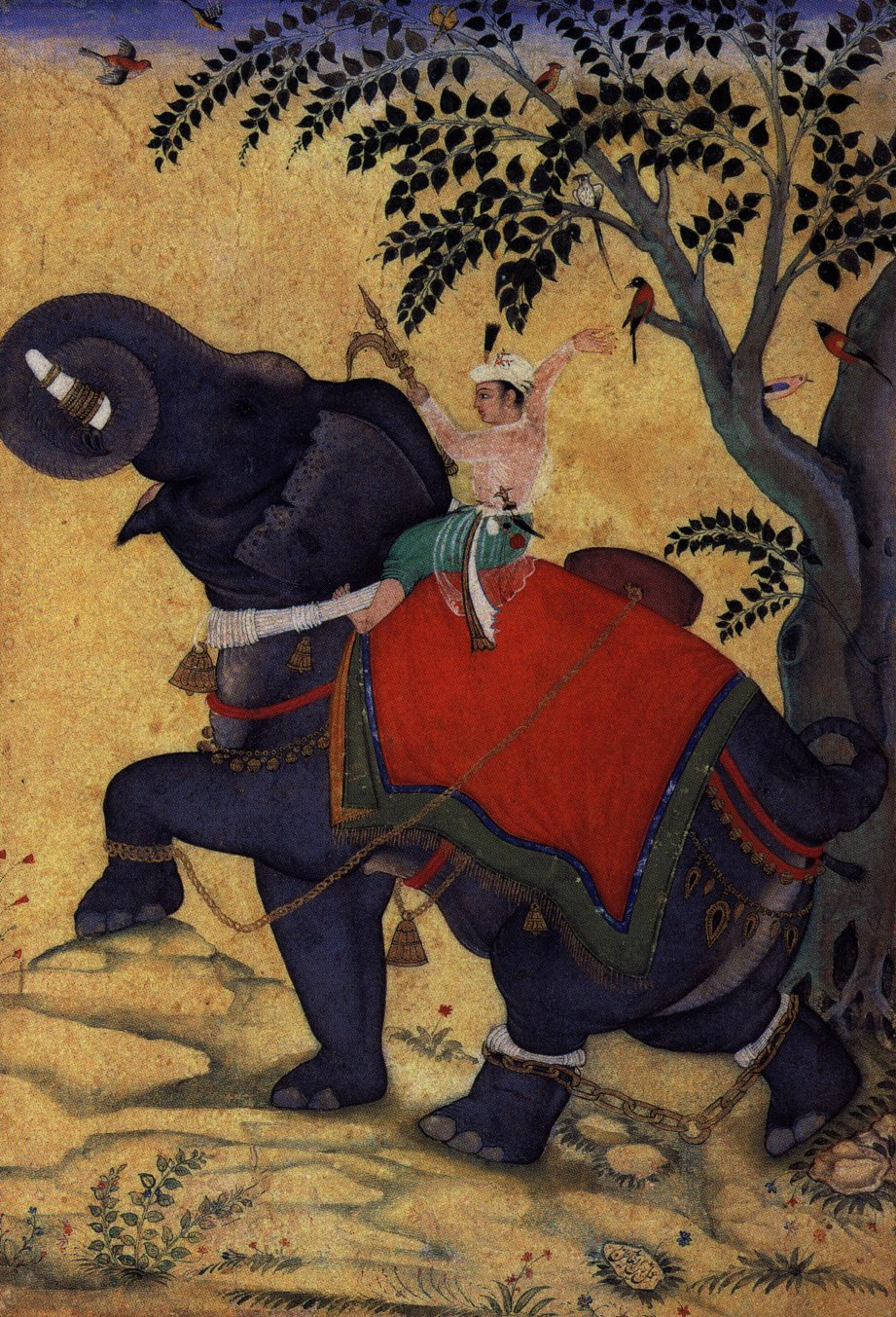
Akbar Veliký na válečném slonu

Nejstarší známky lidské kultury na území Indie jsou 30 000 let staré. Významné je archeologické naleziště Bhimbetka v centrálním státě Madhjapradéš. Nachází se zde skupina skalních úkrytů vyzdobených množstvím nástěnných maleb, které patří k nejstarším na světě. Do doby okolo 6500 let př. n. l. spadají důkazy o domestikaci zvířat a zemědělské kultuře.
Nejstarší městská kultura na indickém subkontinentu byla tzv. Harappská kultura. Zabírala velkou část dnešního Pákistánu (především Sindh, Paňdžáb a Balúčistán) a severozápadní Indie (hlavně Gudžarát, Harijána a Rádžasthán). Její počátky sahají do 2. poloviny 4. tisíciletí př. n. l., vrchol prožila v rozmezí let 2600–1900 př. n. l. Hlavními centry protoindické kultury byly zejména Mohendžodaro a Harappa. Dalšími důležitými centry byly např. Lóthal, Amrí, Kót Dídží a Naušahro. Harappské písmo dosud nebylo rozluštěno. Obyvatelstvo mluvilo patrně drávidskými jazyky, byť o tom odborníci vedou spory.
Od poloviny 2. tisíciletí př. n. l. byla Indie osídlována indoevropským obyvatelstvem, takzvanými Indoíránci. Je možné, že šlo o bezprostřední důvod pádu Harappské kultury. Indoevropské kmeny ze střední Asie a východní Evropy migrovaly do Indie v několika vlnách a postupně se smísily s Drávidy nebo je vytlačily na jih Indie. Do této doby se taktéž datuje první sociální rozdělení do 4 kast: kasta kněžích (Brahmáni), vládců a bojovníků (Kšatrijové), svobodných zemědělců, obchodníků a řemeslníků (Vaijšjové), a nakonec skupina nevolníků (Šúdrové), do níž patřilo původní domorodé obyvatelstvo. Zároveň se v této době začaly formovat zárodky hinduistického náboženství a Véd, proto bývá tato éra nazývána Védské období (zhruba 1500–500 př. n. l.). Hlavní civilizační centrum se nacházelo v Paňdžábu a Indoganžské nížině.
V 6. století př. n. l. vznikla na severu skupina státních útvarů zvaných souborně Mahádžanapada. Jejich více městský život změnil náboženské cítění a potřeby obyvatel a otevřel cestu dvěma novým náboženstvím: buddhismu, spjatému s učením Gautama Buddhy, a džinismu, jejž vytvořil učenec Mahávíra. Jejich vliv byl zpočátku velký, potlačen byl až ve středověku.
Ve 3. století př. n. l. vznikla Maurjovská říše. Byla prvním státem, kterému se podařilo sjednotit pod jednotnou vládu takřka celý Indický subkontinent. Zakladatelem maurjovské říše byl Čandragupta Maurja, jeho klíčovým rádcem pak Čánakja (též zvaný Kautilja nebo Višnugupta), významný starověký myslitel o správě státu. Vrcholu dosáhla říše za Ašóky (vládl asi 273–232 př. n. l.). V té době sehrával buddhismus patrně roli víceméně státního náboženství, o čemž svědčí např. stúpy v Sáňčí. Hlavním městem byla Patáliputra (dnes Patna). Maurjovskou říši vyvrátili Šungové, kteří se stali načas nejmocnější dynastií poloostrova, po nich to byli Kánvové a posléze Sátaváhanové.

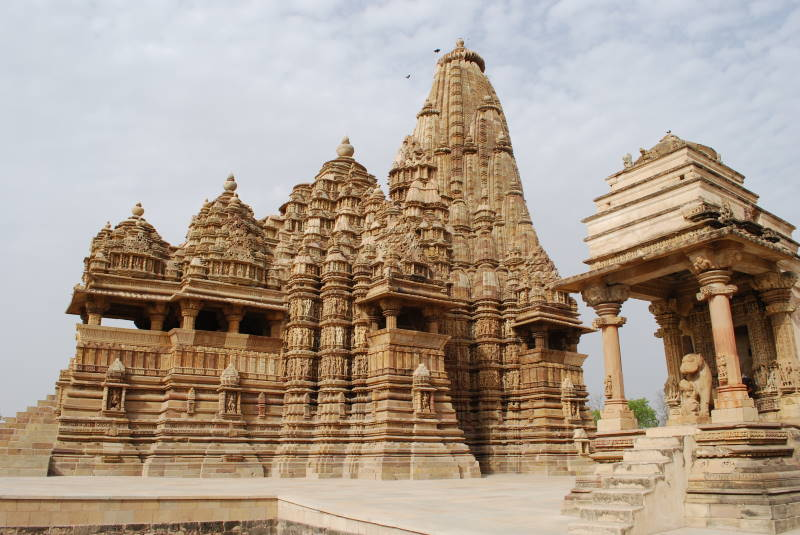
Komplex hinduistických a džinistických chrámů Khadžuráho z 9.–12. století

Ve 4. až 6. století si na severu upevnila moc Guptovská říše. Právě v této době byl potlačen vliv džinismu a buddhismu na úkor původního hinduismu. Doba vlády guptů je někdy nazývána zlatý věk Indie, především díky rozvoji věd a umění (k architektonickým symbolům patří např. Chrám Mahábódhi, vzniká klasická sanskrtská literatura, zejm. Mahábhárata a Rámájana). K nejvýznamnějším panovníkům Guptovské říše pak patří Čandragupta I. Po pádu říše se až do 12. století žádnému z vládců nepodařilo sjednotit větší území a země byla rozdrobená na řadu menších království.
Od 10. století začali od západu do Indie přicházet muslimové, etnicky zejména Turci a Paštunové. Muslimové se usadili v Dillí a založili Dillíský sultanát, který znovu sjednotil subkontinent a existoval v letech 1206–1526. Na něj bezprostředně navázala Mughalská říše (1526–1540, 1555–1857), již založila dynastie turkického původu. Otcem zakladatelem byl Bábur z Kábulu, který v bitvě u Pánípatu v roce 1526 porazil posledního dillíského sultána Ibráhima Lódího, čímž se mu otevřela cesta do Dillí a Ágry, z nichž učinil centra mughalského impéria. Rozsáhlá teritoriální expanze nastala za třetího mughalského císaře Akbara Velikého (vládl 1556–1605), který rozšířil říši od Gudžarátu po Bengálsko a Dakšin. Za Akbarovy vlády nastal rozkvět literatury, architektury, výtvarného umění i hudby. S nástupem Aurangzéba na císařský trůn začal proces postupné ztráty stability říše. Souviselo to mj. s Aurangzébovou násilnou islamizací země, která kontrastovala s dosavadní náboženskou tolerancí Mughalů vůči neislámským tradicím. Uvnitř říše se začala formovat lidová hnutí se silně protimughalskými postoji. Významnými odpůrci Mughalů byli zejména Džátové, Maráthové (jejichž vůdce Šivádží založil nezávislý hinduistický stát v západní Indii) a sikhové. Ve druhé polovině 18. století mughalská říše ztratila postavení nejmocnější říše Indického poloostrova a s příchodem 19. století se stala loutkovým státem Britské říše.

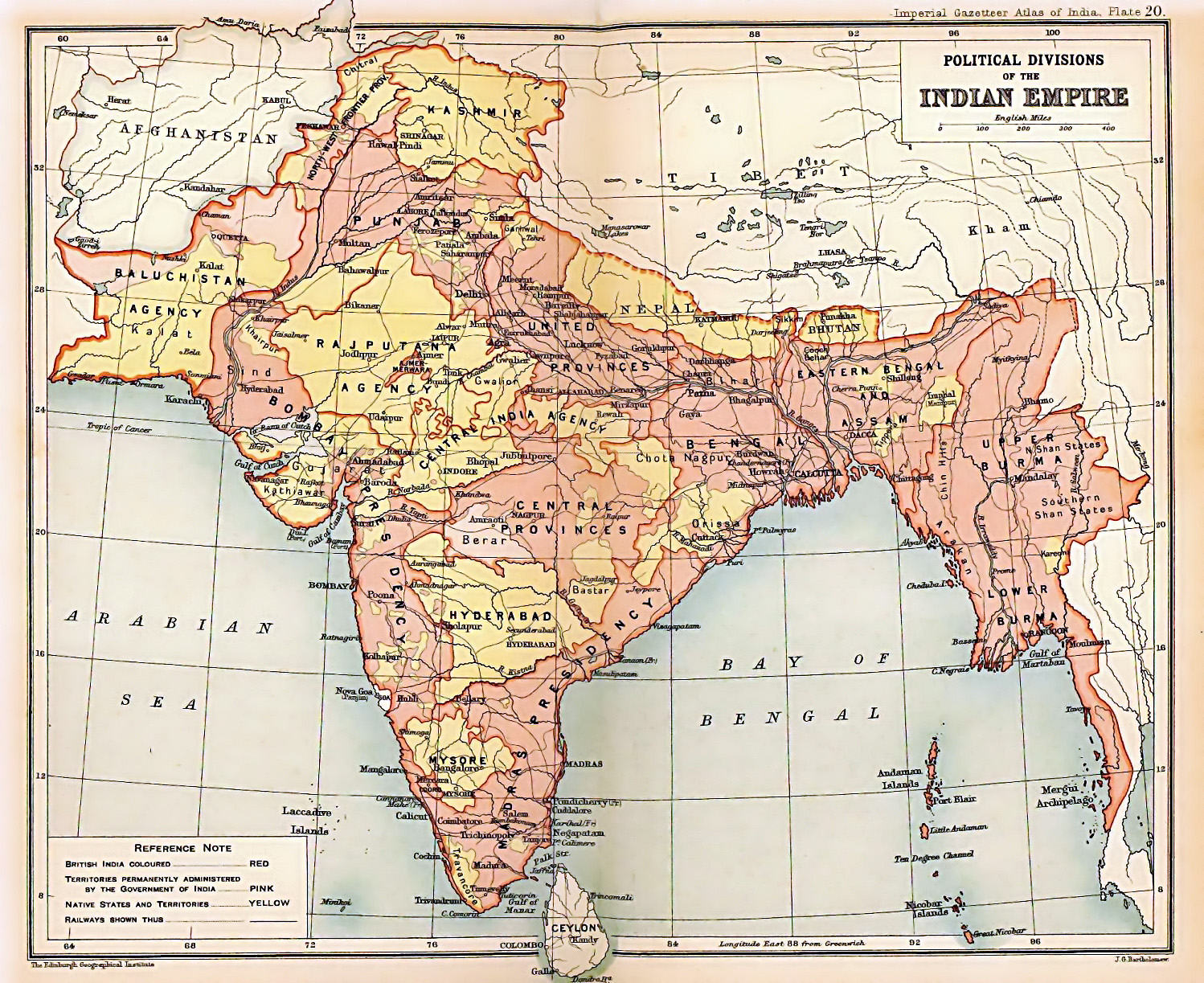
Politická mapa Britské Indie, s územím pod přímou britskou správou (červeně) a s vazalskými knížecími státy (žlutě) r. 1909

První evropské obchodní osady a posléze kolonie se na indickém pobřeží zakládaly již od konce 15. století. V roce 1600 vznikla britská Východoindická společnost, která započala se systematickou kolonizací celého Indického subkontinentu. Jejím klíčovým opěrným bodem se stala Bombaj. Britové některá území ovládali přímo, krom toho na poloostrově existovalo několik set domorodých knížecích států pod britským vlivem. Politika Východoindické společnosti přispěla k vypuknutí bengálskému hladomoru v roce 1770. Přestože Britové provedli řadu modernizačních opatření (např. stavba železnice), zejména pod generálním guvernérem Indie Jamesem Broun-Ramsay Dalhousiem (ve funkci 1848–1856), politická nespokojenost Indů rostla a vzniklo Indické hnutí za nezávislost. Jeho prvním výrazným projevem bylo Velké indické povstání, jež vypuklo roku 1857. Po potlačení povstání Britové změnili systém správy, z východoindické společnosti přešla moc na politické správce (nově zřízený úřad místokrále) a byla zřízena Britská Indie. Roku 1885 byl založen Indický národní kongres, první významná indická politická síla, která usilovala o větší vliv Indů na správu země. Zpočátku se v kongresu prosadili umírnění, jež reprezentoval Gópál Krišna Gókhalé. Po první světové válce, jíž se v britské armádě zúčastnil milion Indů, se objevili radikálové jako Subháš Čandra Bós, kteří žádali ostřejší konfrontaci. V kongresu se však prosadil Mahátma Gándhí, který sice hájil nezávislost Indie, ale vždy za pomoci nenásilného odporu, na základě principu ahinsá (Bós se později osamostatnil a založil Indickou národní armádu). K nejznámějším nenásilným protestním akcím patřil Solný pochod z roku 1930.

Džaváharlál Néhrú a Mahátma Gándhí v roce 1946

Po druhé světové válce, během níž mj. zemřely 3 miliony Indů při hladomoru v Bengálsku, oslabená koloniální mocnost Británie a nový místokrál Indie Louis Mountbatten shledali situaci v kolonii neudržitelnou. Sám britský parlament pak 18. července 1947 přijal Zákon o nezávislosti Indie, který dal vzniknout dvěma novým státům, hinduistické Indii a muslimskému Pákistánu, které nicméně zůstávaly britskými dominii s britským monarchou v čele. Indie však 26. ledna 1950 formální moc britského panovníka odvrhla a vyhlásila republiku, dle ústavy socialistickou a demokratickou. (Pákistán tak učinil roku 1956, v roce 1971 se od něj odtrhl Bangladéš). Prvním ministerským předsedou Indie se stal Džaváharlál Néhrú a držel tento post sedmnáct let. Po rozdělení Indie na základě náboženství došlo k masakrům a své domovy opustilo až 15 milionů lidí. V roce 1961 obsadila indická armáda po krátké válce území Portugalské Indie a roku 1975 bylo anektováno himálajské knížectví Sikkim.
Jako multietnický a multináboženský stát zažila Indie několik náboženských násilností a povstání v různých částech země, ale to ji neoslabilo a pokračuje jako suverénní demokracie. V roce 1984 byla sikhskými separatisty zavražděna ministerská předsedkyně Indira Gándhíová a separatistické a etnické konflikty dodnes sužují Ásám a další státy v severovýchodní Indii. Indie má několik otevřených sporů o hranice s Čínou, které se vystupňovaly do krátké čínsko-indické války v roce 1962. Napětí čas od času znovu vygraduje. Ještě vážnější hraniční spory má Indie s Pákistánem, vyústily do válek v letech 1947, 1965, 1971 a v roce 1999 v Kargilu. Problémem mezi Pákistánem a Indií byla po celou 2. polovinu 20. století oblast Kašmíru, na který si dělaly nárok obě země (viz Konflikt v Kašmíru). Dodnes je Kašmír politicky rozdělen. V roce 1974 Indie provedla podzemní zkoušky jaderných zbraní, což ji neoficiálně dělá členem "jaderného klubu". V roce 1998 následovala série dalších pěti testů. Významné ekonomické reformy, které začaly v roce 1991, transformovaly Indii v zemi s nejrychleji rostoucím hospodářstvím na světě a získala na celosvětovém a regionálním vlivu.

## Státní symboly

### Vlajka

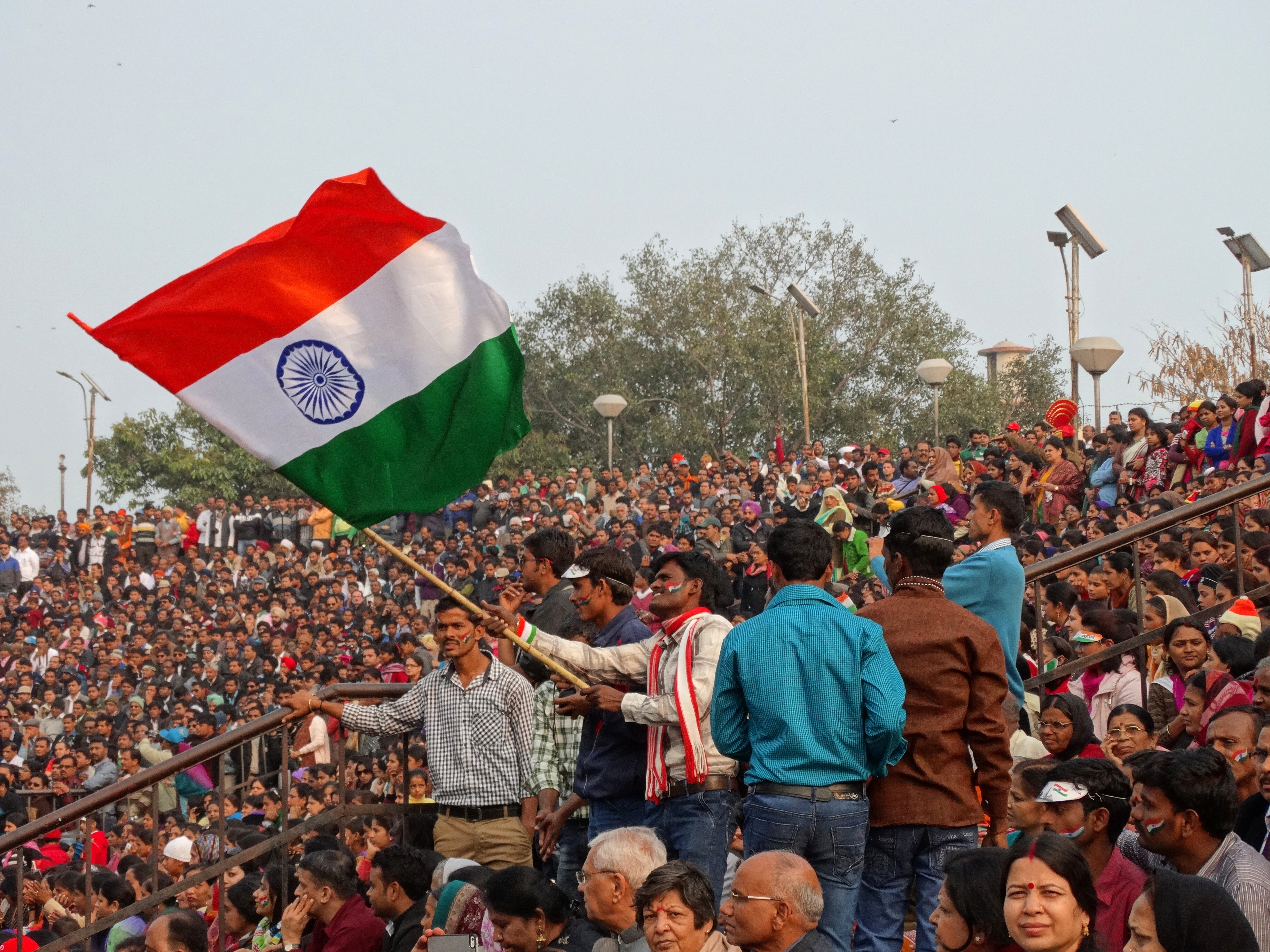
Muž s indickou vlajkou na indicko-pákistánské hranici

Indická vlajka je tvořena listem o poměru stran 2:3 se třemi vodorovnými pruhy šafránové, bílé a zelené barvy. V bílém pruhu je modré kolo – kolo dharmy.

### Znak
Indický státní znak zobrazuje sloupovou hlavici se čtyřmi asijskými lvy (jeden je obrácen zády a skryt za ostatními), které podpírá abakus s vlysem s reliéfy koně na levé straně, býka na pravé a ašókačakrou uprostřed. Pod celým zobrazením sloupové hlavice je nápis v dévanágarí: सत्यमेव जयते (v sanskrtu: satjaméva džajaté, česky Jedině pravda vítězí).

### Hymna
Indická hymna je píseň Džana Gana Mana (česky Jsi vládce myslí všeho lidu). Autorem hudby i textu je indický básník a příležitostný skladatel Rabíndranáth Thákur, nositel Nobelovy ceny za literaturu, který je také autorem bangladéšské hymny. Hymna je zpravidla zpívána v původním jazyce, tedy v bengálštině.

## Geografie

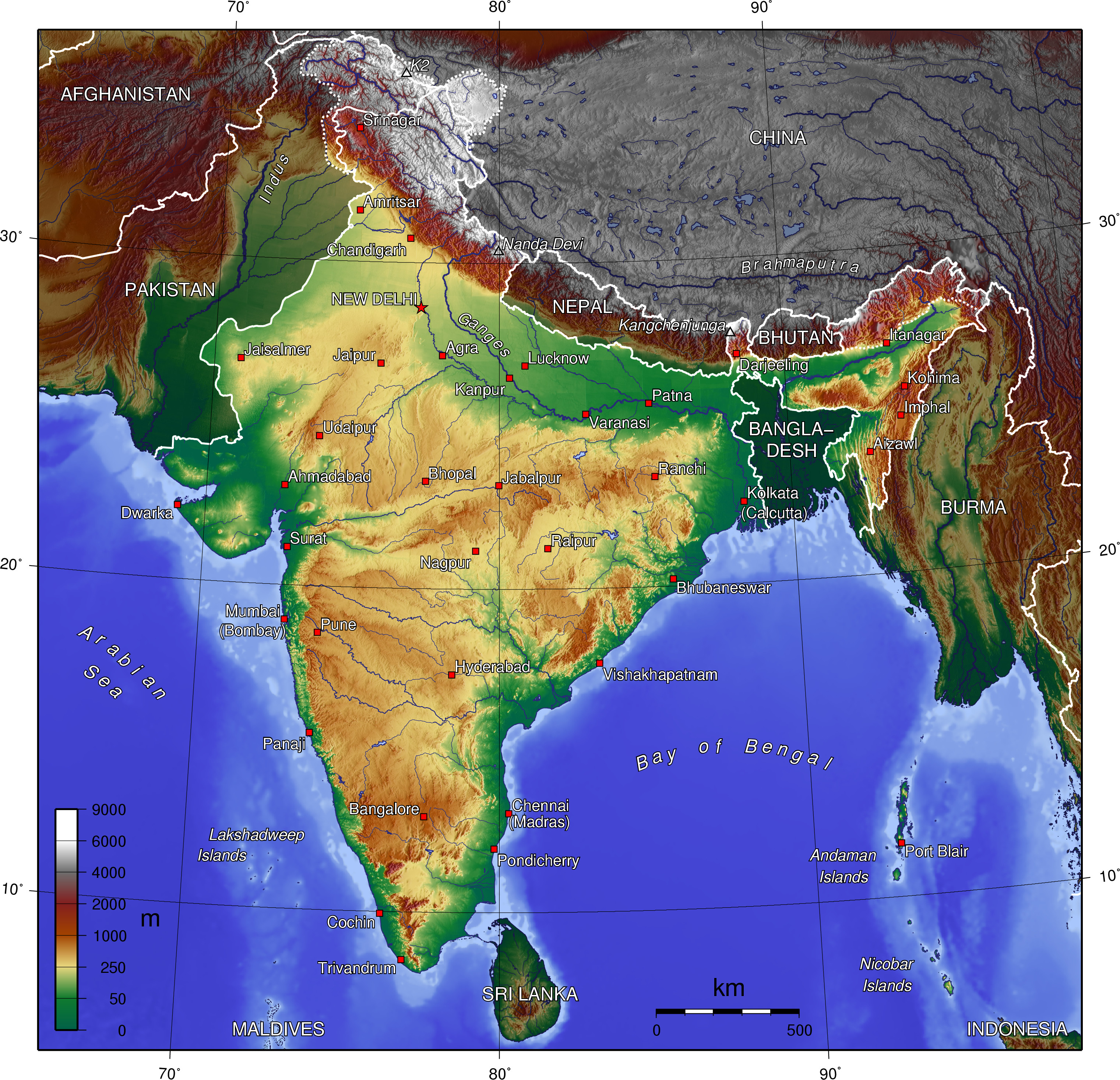
Fyzická mapa Indie

Indie, zabírající velkou část indického subkontinentu, se rozkládá na jihu Asie od 8° až k 37° severní šířky. Na severu je od svých sousedů dělena Himálajským pohořím; indický subkontinent, který směrem na jih probíhá do špičky, je obklopen Indickým oceánem: na západě Arabským mořem, na východě Bengálským zálivem. Indií protékají tři velké řeky Indus, Ganga a Brahmaputra.
Pobřeží je dlouhé okolo 6 tisíc kilometrů a je poměrně málo členité. Jen na západě jsou dva větší poloostrovy Kačchský a poloostrov Káthijávar. Část západního pobřeží od Khambhátského zálivu po Panadží, se nazývá Kónkan. Dále na jih pokračuje jako lagunové Malabárské pobřeží. Nejjižnějším bodem pevninské části Indie a poloostrova Přední Indie je mys Kanjákumárí. Ostrov Srí Lanka odděluje od Indie Mannárský záliv a Palkův průliv. Jižní část východního pobřeží Indie, mezi ústím Kávérí a Krišny, se nazývá Koromandelské pobřeží. Součástí Indie jsou i souostroví Andamany a Nikobary v Bengálském zálivu a Lakadivy v Arabském moři.

### Geologie

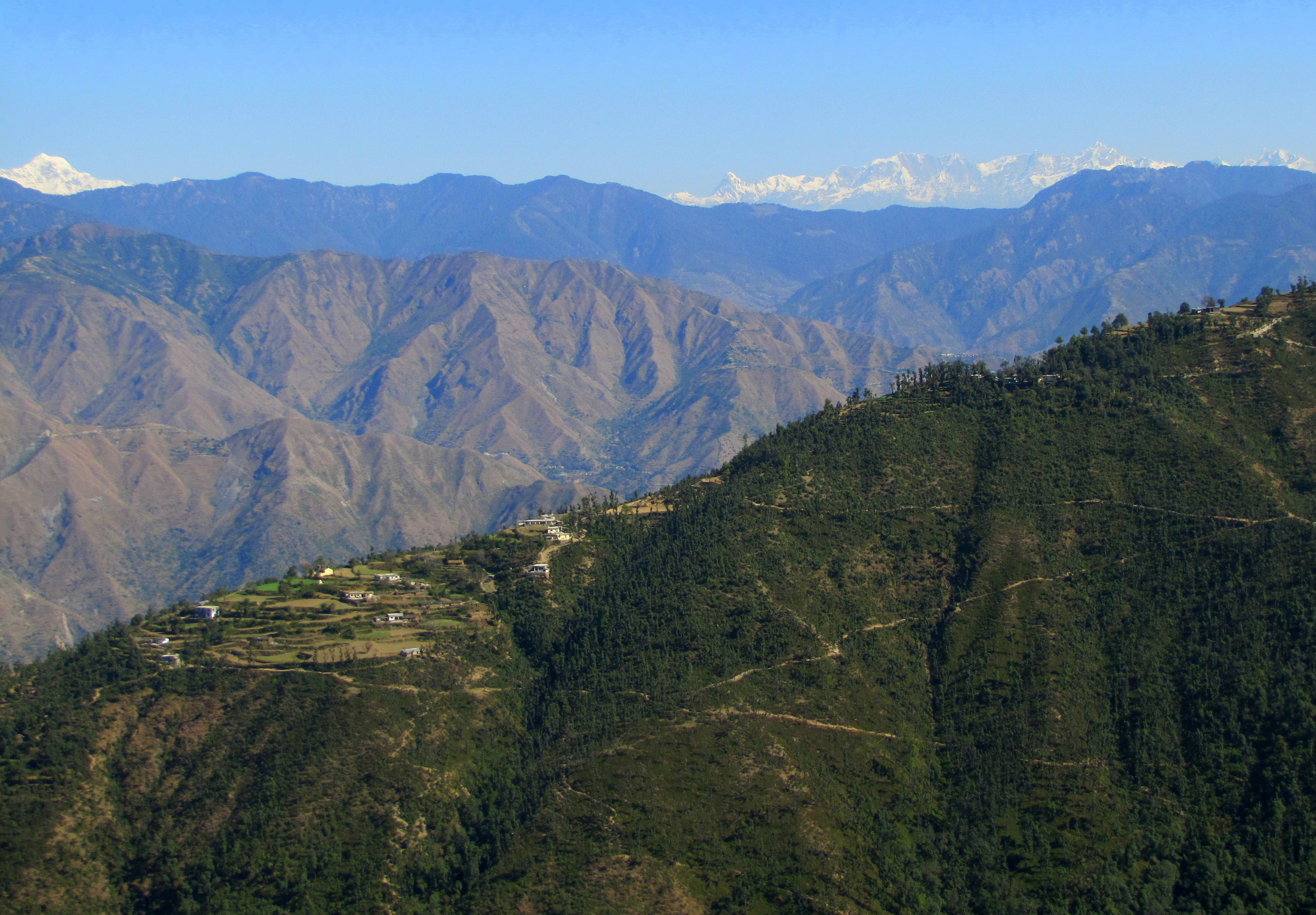
Himálaj v indickém státě Uttarákhand

Indie leží z velké části na indické desce – severní části indoaustralské desky, jejíž kontinentální kůra tvoří indický subkontinent. Geologicky lze povrch Indie rozdělit od jihu k severu na tři hlavní části: stará centrální krystalická Dekánská plošina (též Dakkhin), Indoganžská nížina a velehorská oblast na severu. Dekánská plošina, která je rozčleněná zlomy a poklesy, se mírně svažuje od pohoří Západní Ghát na západě k Východnímu Ghátu na východě. Mezi Dekánskou plošinou a velehorami se rozkládá rozlehlá Indoganžská nížina.
Na západě od nížiny leží stepní a pouštní oblast Thár, vyplněná koryty občasných toků a písečnými přesypy. Na severovýchodě a severu státu se vypíná předhůří Siválik a mohutné velehorské masivy Himálaje a Karákoramu, pokryté horskými ledovci. Právě v pohoří Himálaj se nachází nejvyšší hora Indie a třetí nejvyšší hora světa Kančendženga, měřící 8586 m n. m. Tyto velehory vznikly tektonickým vyzdvižením povrchu, kdy se podsunula Indická litosférická deska pod Asijskou.
Současný tvar získaly třetihorním alpínsko-himálajským vrásněním. Ve východní části země se táhnou hraniční pohoří, jako jsou Patkai Range a Letha Range, které přesahují 3800 m n. m. a náhorní plošina Khasi Hills.
Podnebí Indie se liší, od tropického na jihu až po mírné na severu země. Části Indie, které leží v Himálaji mají podnebí tundry. Většina dešťů je způsobena monzuny.

### Biodiverzita

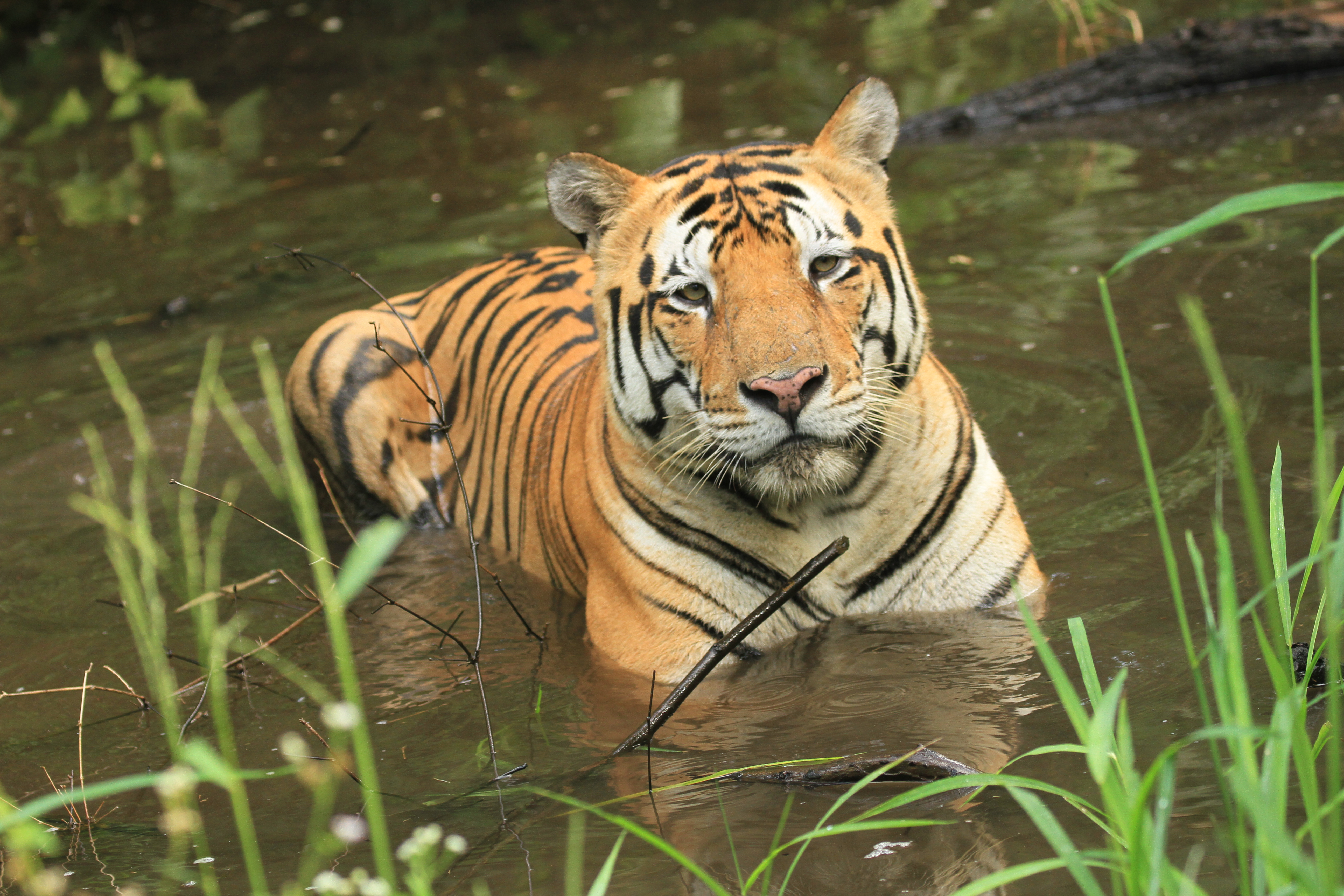
Tygr indický

Indie patří k sedmnácti zemím světa, které disponují tzv. biologickou megadiverzitou, tedy maximální různorodostí fauny a flóry s výskytem mnoha endemitů (jinde se nevyskytujících druhů). Indie je domovem pro 8,6 % všech existujících druhů savců, 13,7 % z existujících druhů ptáků, 7,9 % plazů, 6 % druhů obojživelníků, 12,2 % druhů ryb a 6 % všech druhů kvetoucích rostlin. Celá třetina indických rostlinných druhů je endemická. Lesy pokrývají 701 673 kilometrů čtverečních, což představuje 21,35 % celkové rozlohy země. Mezi pozoruhodné domorodé stromy indického subkontinentu patří azadirachta indická, v hindštině nazývaná krátce "neem". Jde o užitkovou dřevinu pěstovanou již od pradávna v jižní Asii pro kvalitní dřevo i léčebné účinky. Mezi stromy s indickým původem patří i fíkovník posvátný, pod nímž Buddha dle legend dosáhl osvícení.
K savčím endemitům patří opice hulman nilgirský, z plazů například ropucha beddomská. Indie eviduje 172 ohrožených živočišných druhů. Patří mezi ně i známý tygr indický (zvaný též tygr bengálský) a delfínovec ganžský. Mezi kriticky ohrožené druhy patří: gaviál indický, drop černohlavý nebo sup bengálský.
V roce 1935 byl založen systém národních parků, v roce 1972 Indie přijala zákon o ochraně volně žijících živočichů, roku 1980 byl schválen zákon o ochraně lesů. Chráněno je i 25 mokřadů podle Ramsarské úmluvy.

## Vláda a politika

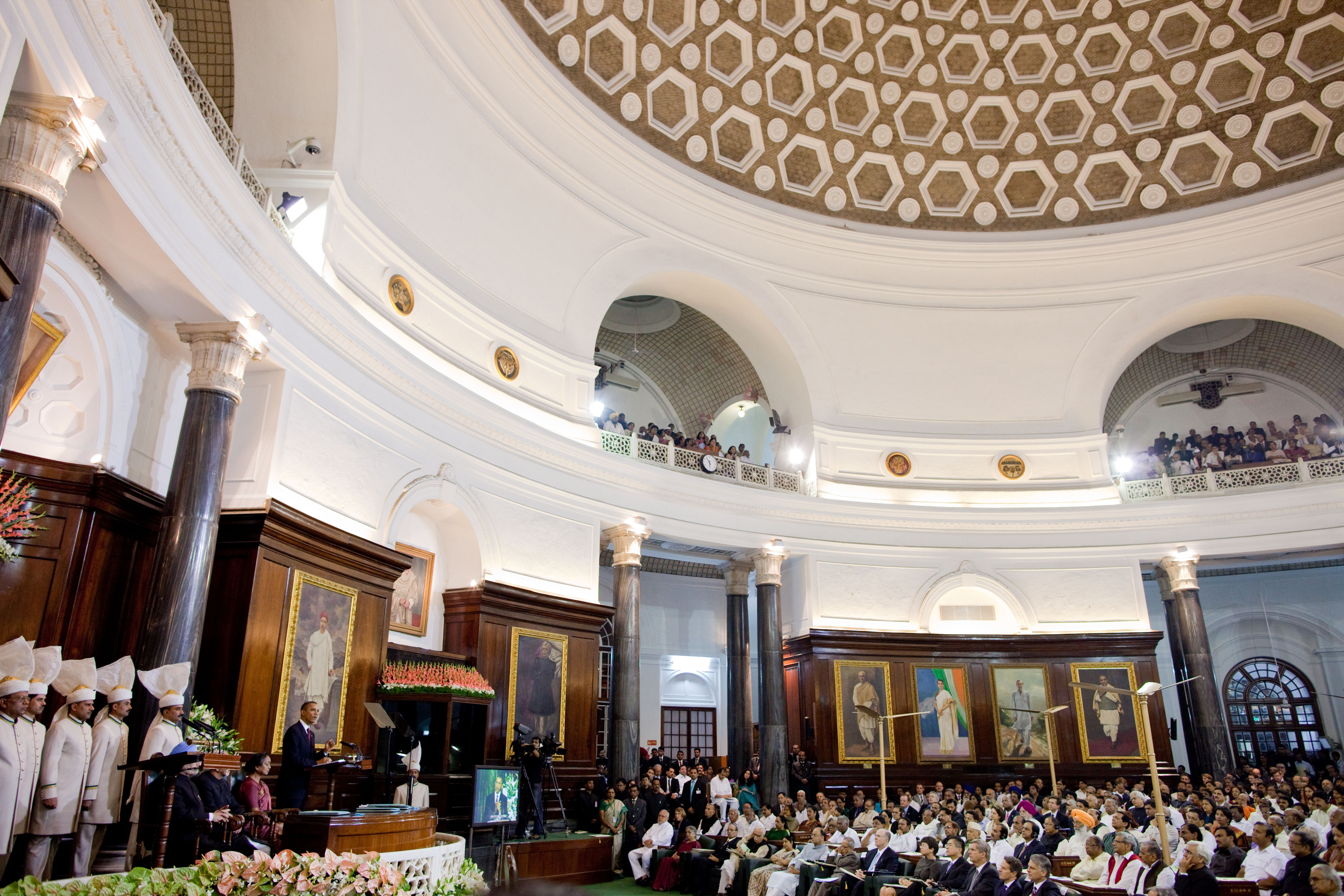
Indický parlament.

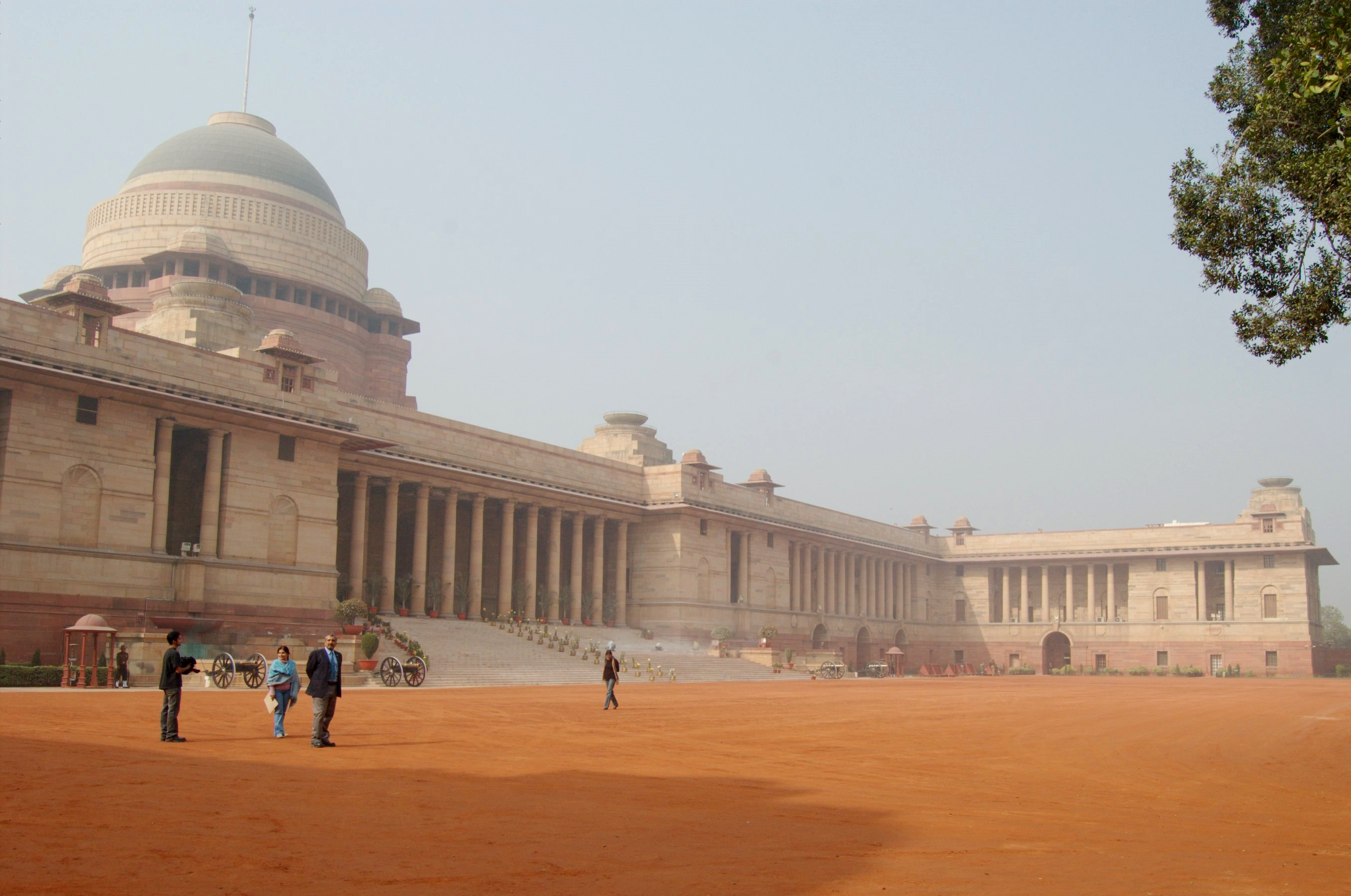
Ráštrapati Bhavan je oficiální sídlo indického prezidenta.

Indie je suverénní, sekulární a demokratická republika s kvazi-federální formou vlády a dvoukomorovým parlamentem fungujícím podle Westminsterského parlamentního systému. Má tři formy řízení: legislativu, exekutivu a soudní moc. Prezident je hlavou státu a má z velké části reprezentativní úlohu, která zahrnuje interpretování ústavy, podepisování zákonů, udělování milostí a vyhlašování stavu nouze. Je i vrchním velitelem Indických ozbrojených sil. Prezident a viceprezident jsou voleni nepřímo voliči na pětileté období.
Premiér je předsedou vlády a má nejvíce výkonných pravomocí. Je volen zákonodárci politických stran nebo koalicí majících parlamentní většinu a slouží pět let. Ústava otevřeně nestanoví funkci zástupce předsedy vlády, ale tato možnost byla občas praktikovaná. Zákonodárný sbor Indie je dvoukomorový parlament, který se skládá z horní komory zvané Rádžja Sabhá (Rada států), a dolní sněmovny zvané Lók Sabhá (Sněmovna lidu). Rádžja Sabhá má 245 členů a je volena nepřímo voliči na funkční období šesti let. Lók Sabhá má 545 členů a je volena přímo lidovým hlasováním na pětileté období a je ustavující složkou politické síly a vládního seskupení. Všichni indičtí obyvatelé nad 18 let mají právo volit. Premiér předsedá Radě ministrů.
Exekutiva je zastoupena prezidentem, viceprezidentem a ministerským kabinetem, vedeným předsedou vlády. Každý ministr spravující ministerský úřad musí být členem jedné z komor parlamentu. V indickém parlamentním systému je výkonná moc podřízená zákonodárné. Nezávislá soudní moc Indie se skládá z Nejvyššího soudu v čele s předsedou Nejvyššího soudu v Indii. Nejvyšší soud má dvě, prvostupňovou jurisdikci nad spory mezi státy a odvolací jurisdikci nad vrchními soudy. Indie má 18. odvolacích vrchních soudů a každý má jurisdikci nad svazovým státem nebo skupinou menších svazových států. Každý z těchto států má odstupňovaný systém nižších soudů. Případný konflikt mezi legislativou a justicí je přenechán prezidentovi.
V čele země stojí strana Indický národní kongres (INC), která si udržuje svůj vliv už od vzniku nezávislé Indie. INC, často vedená členem rodiny Nehrú - Gándhí, se těšila parlamentní většině s výjimkou krátkých období během 70. a 80. let. Mezi lety 1996 a 1998 nastalo období politické nestability a vláda byla nejprve sestavena pravicovou nacionalistickou stranou Bháratíja džantá (BJ) a později levicovou koalicí United Front. V roce 1998 BJ s menšími regionálními stranami vytvořila Národně demokratickou alianci (NDA) a stala se první nekongresovou stranou, která dokončila celé pětileté volební období. Ve volbách v roce 2004 zvítězila Národní kongresová strana a získala dostatečný počet křesel, aby mohla vytvořit koalici s pomocí levicových stran.

### Zahraniční vztahy

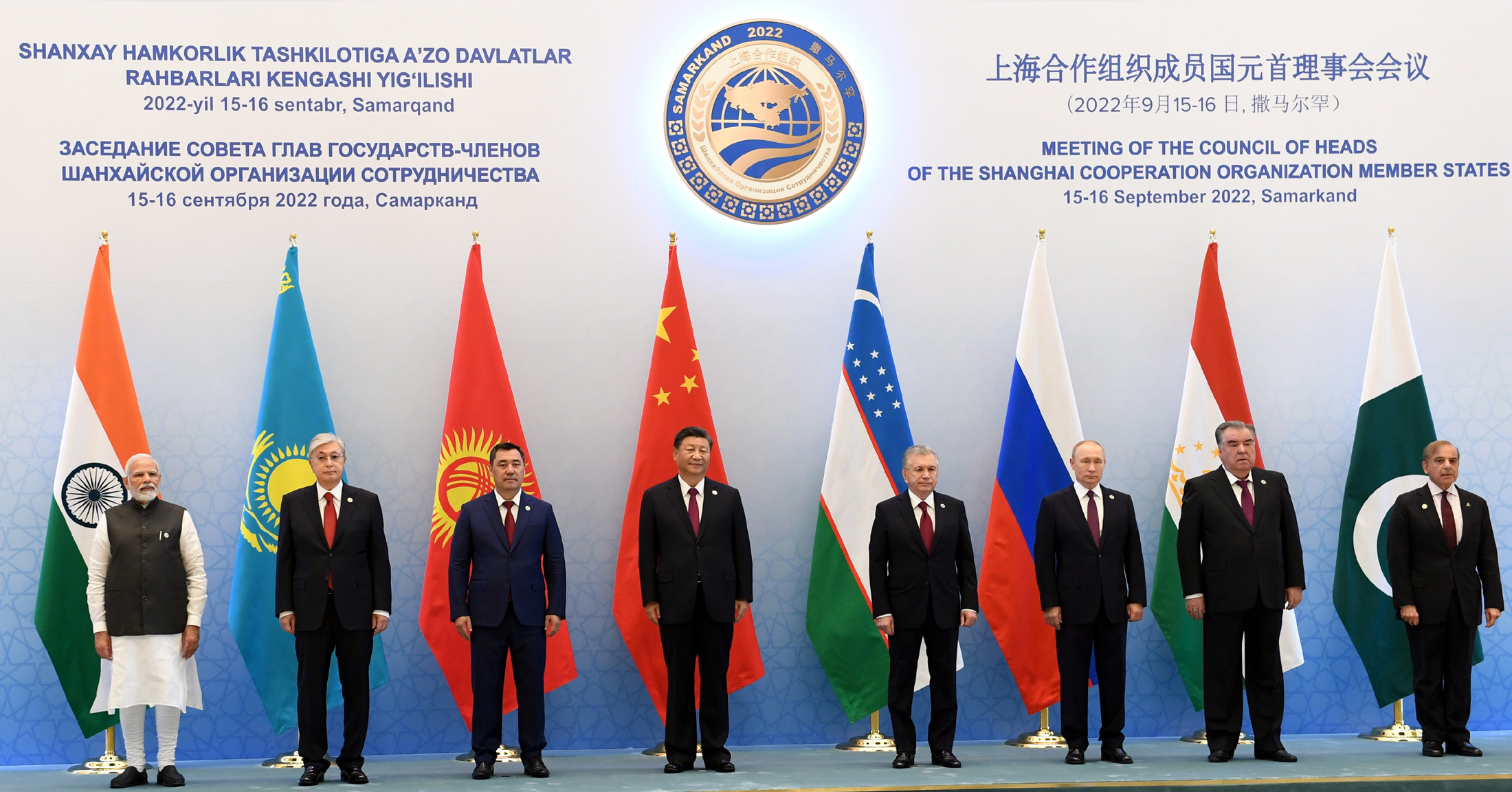
Indický premiér Naréndra Módí a další vůdci organizace ŠOS v Samarkandu, 16. září 2022

Indie si udržuje přátelské vztahy s většinou zemí, ale roky, které následovaly po vyhlášení nezávislosti, jsou poznamenány neustálými konflikty s Pákistánem a Čínou o sporné území Kašmíru a Arunáčalpradéše. Během studené války se Indie pokusila udržet si svou neutralitu a byla jedním ze zakládajících členů Hnutí nezúčastněných zemí. Po čínsko-indické válce v roce 1962 se zlepšily vzájemné vztahy Indie se Sovětským svazem, což ale narušilo vztahy se Spojenými státy. Stav se opět ustálil po skončení studené války. Současně přátelské nabídky předkládané Indickou vládou posílily vztahy se Spojenými státy, Čínou a Pákistánem. V červnu 2020 se zhoršily vztahy s Čínou po incidentu v údolí Galwan kvůli spornému pohraničnímu území.
Indie má tradičně přátelské vztahy s Ruskem a během ruské invaze na Ukrajinu zaujala neutrální pozici a invazi neodsoudila. V ekonomické sféře má Indie blízký vztah s jinými rozvojovými zeměmi v Jižní Americe, Asii a Africe, hlavně s Brazílií a Mexikem. Indie je také zakládající člen OSN a do velké míry přispěla k úspěchu operací OSN probíhajících na čtyřech kontinentech. Více než 55 000 indických příslušníků bojových a policejních sil sloužilo ve 35 mírových misích Spojených národů. Indie je také součástí BRICS.

### Obrana a bezpečnost

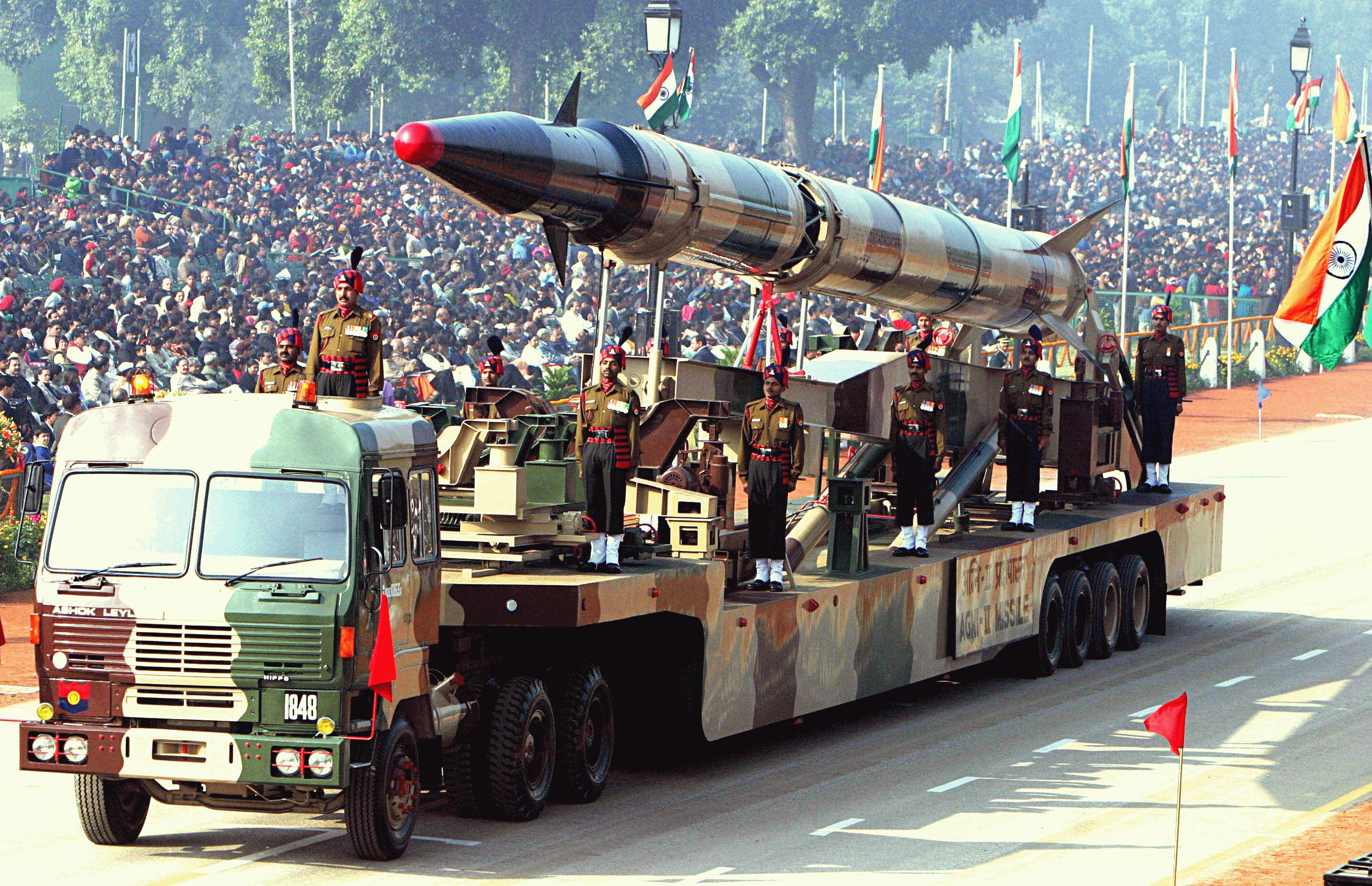
Balistická raketa středního dosahu Agni-II

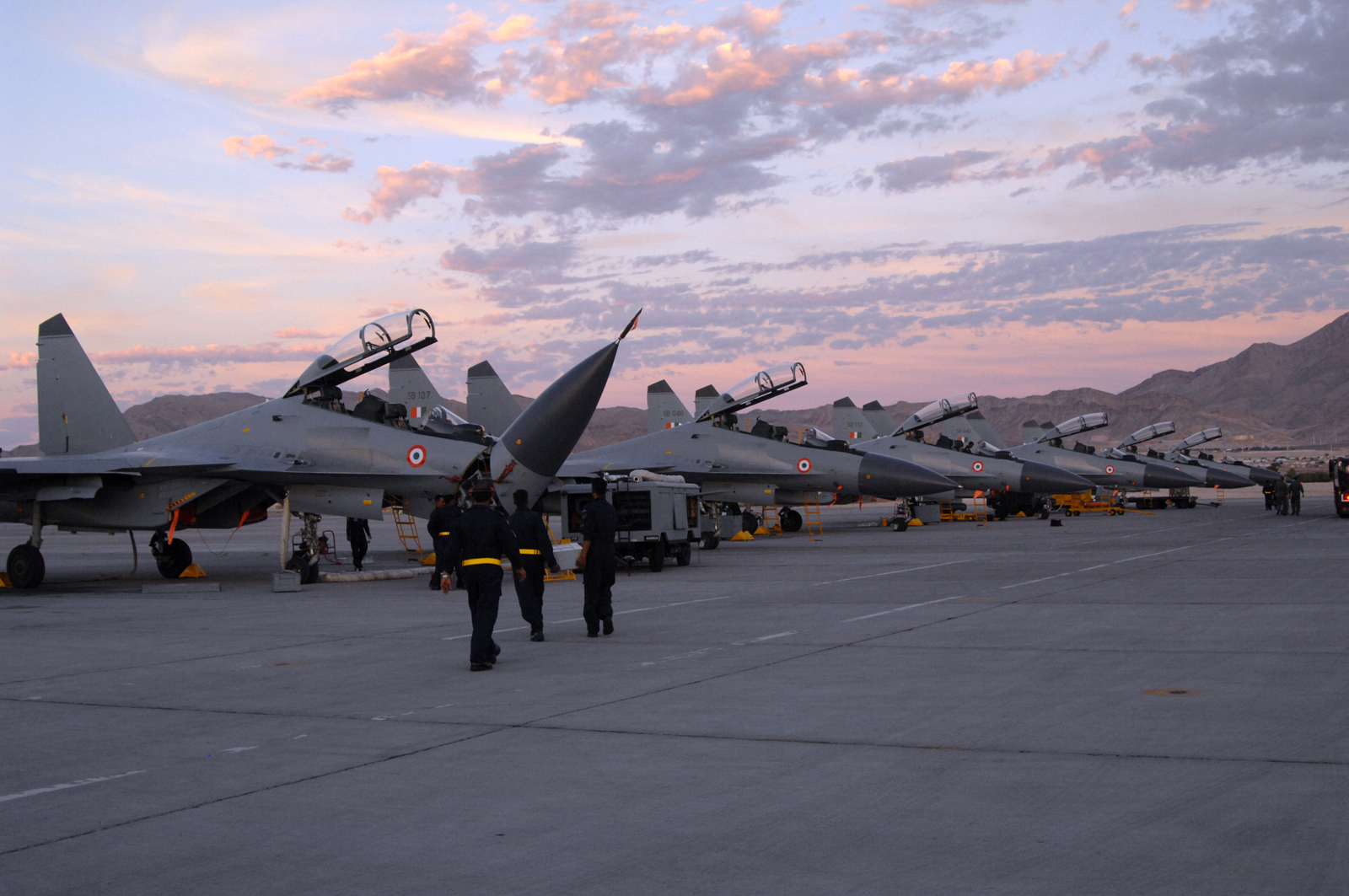
Indické stíhací letouny Su-30MKI

Indie si udržuje třetí největší ozbrojené síly na světě. Skládají se z armády, letectva, námořnictva a dalších pomocných složek. Nejvyšším velitelem ozbrojených sil je indický prezident. Jelikož hlavní Čína, jeden z rivalů Indie, vlastnila jaderné zbraně, tento typ zbraní vyvinula také Indie. První jadernou zkoušku provedla v roce 1974, později si je vyvinul Pákistán také v roce 1998. Indie vlastní balistické rakety nesoucí jaderné hlavice.
V roce 2010 se Indie stala největším světovým importérem zbraní. Dovezla přitom zbraně za 3,3 miliardy dolarů. Hlavním zahraničním dodavatelem je Rusko, se kterým země spolupracuje na řadě zbrojních programů (např. stíhací letouny Su-30MKI, protilodní střely BrahMos). Moderní zbraně vyvíjí rovněž domácí společnosti, například Defence Research and Development Organisation (DRDO) a Hindustan Aeronautics (HAL), které tím postupně snižují závislost země na dodávkách ze zahraničí. Domácí zbraňové systémy zastupují například stíhací letouny HAL Tejas, vrtulníky HAL Dhruv, balistické rakety Agni, tanky Arjun či torpédoborce třídy Delhi. Vyvíjí například dvě letadlové lodě třídy Vikrant a jaderné raketonosné ponorky třídy Arihant.

### Administrativní dělení
Indická republika je rozdělena na 28 spolkových států (anglicky state, pl. states, hindsky प्रांत / prāmt) s vlastní volenou vládou a 8 svazových teritorií (anglicky union territory, pl. union territories, hindsky केन्द्रीय सरकार / kendrīya sarkār) včetně území hlavního města. Ty se dále dělí na téměř 750 okresů (district, pl. districts).
| č. na mapce | stát či teritorium                 | kód | hlavní město                     |
| ----------- | ---------------------------------- | --- | -------------------------------- |
| 1           | Ándhrapradéš                       | AP  | Vidžajaváda                      |
| 2           | Arunáčalpradéš                     | AR  | Itánagar                         |
| 3           | Ásám                               | AS  | Dispur                           |
| 4           | Bihár                              | BR  | Patna                            |
| 5           | Čhattísgarh                        | CG  | Rájpúr                           |
| 6           | Góa                                | GA  | Panadží                          |
| 7           | Gudžarát                           | GJ  | Gándhínagar                      |
| 8           | Harijána                           | HR  | Čandígarh (též hl. m. Pandžábu)  |
| 9           | Himáčalpradéš                      | HP  | Šimla                            |
| 10          | Džhárkhand                         | JH  | Ráňčí                            |
| 11          | Karnátaka                          | KA  | Bengalúr                         |
| 12          | Kérala                             | KL  | Tiruvanantapuram                 |
| 13          | Madhjapradéš                       | MP  | Bhópál                           |
| 14          | Maháráštra                         | MH  | Bombaj                           |
| 15          | Manípur                            | MN  | Imphál                           |
| 16          | Méghálaj                           | ML  | Šillong                          |
| 17          | Mizóram                            | MZ  | Ajzavl                           |
| 18          | Nágáland                           | NL  | Kóhíma                           |
| 19          | Urísa či Udíša                     | OD  | Bhuvanéšvar                      |
| 20          | Paňdžáb                            | PB  | Čandígarh (též hl. m. Harijány)  |
| 21          | Rádžasthán                         | RJ  | Džajpur                          |
| 22          | Sikkim                             | SK  | Gángtók                          |
| 23          | Tamilnádu                          | TN  | Čennaí                           |
| 24          | Telangána                          | TS  | Hajdarábád                       |
| 25          | Tripura                            | TR  | Agartala                         |
| 26          | Uttarpradéš                        | UP  | Lakhnaú                          |
| 27          | Uttarákhand                        | UK  | Déhrádún                         |
| 28          | Západní Bengálsko                  | WB  | Kalkata                          |
| A           | Andamany a Nikobary                | AN  | Port Blair                       |
| B           | Čandígarh                          | CH  | Čandígarh                        |
| C           | Dádra a Nagar Havélí a Daman a Díu | DD  | Daman                            |
| D           | Džammú a Kašmír                    | JK  | Šrínagar (letní), Džammú (zimní) |
| E           | Ladak                              | LA  | Léh                              |
| F           | Lakadivy                           | LD  | Kavaratti                        |
| G           | Území hlavního města Dillí         | DL  | Dillí                            |
| H           | Puduččéri                          | PY  | Puduččéri                        |

## Ekonomika

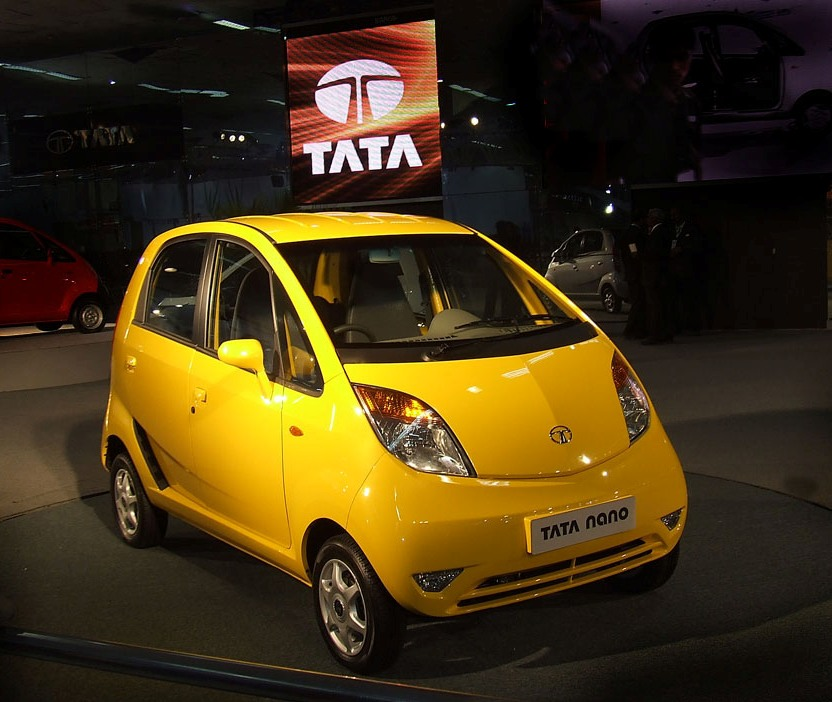
Tata Nano

Indie má velké přírodní bohatství. Díky úrodné půdě a příhodnému klimatu má dobré podmínky pro pěstování velkého množství zemědělských plodin, produkce potravin a dalších surovin. Přesto se země potýká se značnou částí obyvatel žijících v chudobě, včetně velkého množství podvyživených dětí. Občasné přírodní katastrofy jako krutá sucha, zemětřesení a povodně situaci dále zhoršují. Mezi hlavní problémy zemědělství patří eroze půdy, rapidní snižování úrovní spodních vod a nadměrné vyčerpávání živin půdy intenzifikovaným zemědělstvím s přílišným používáním chemikálií.

### Zemědělství

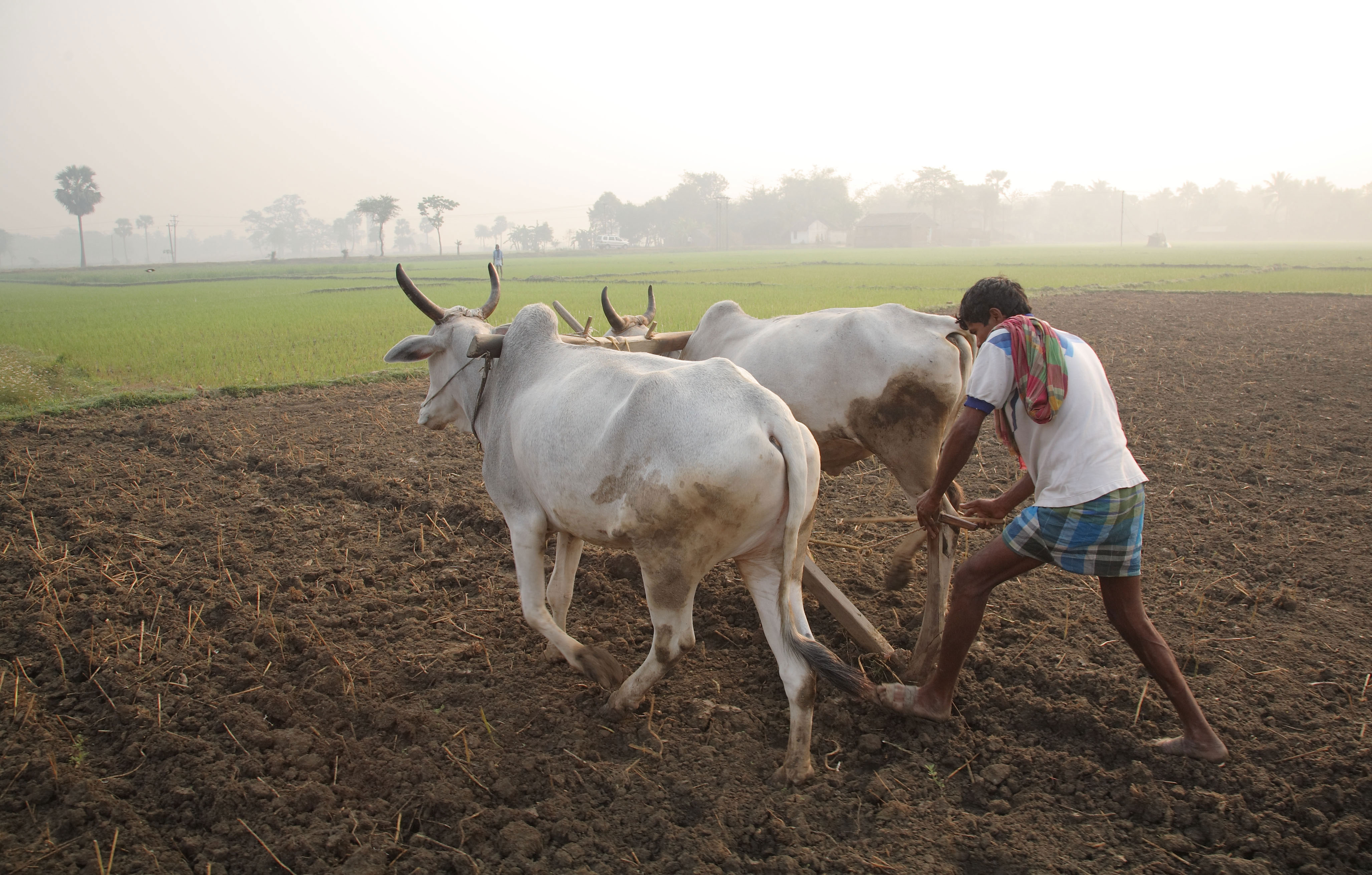
Orba v západním Bengálsku

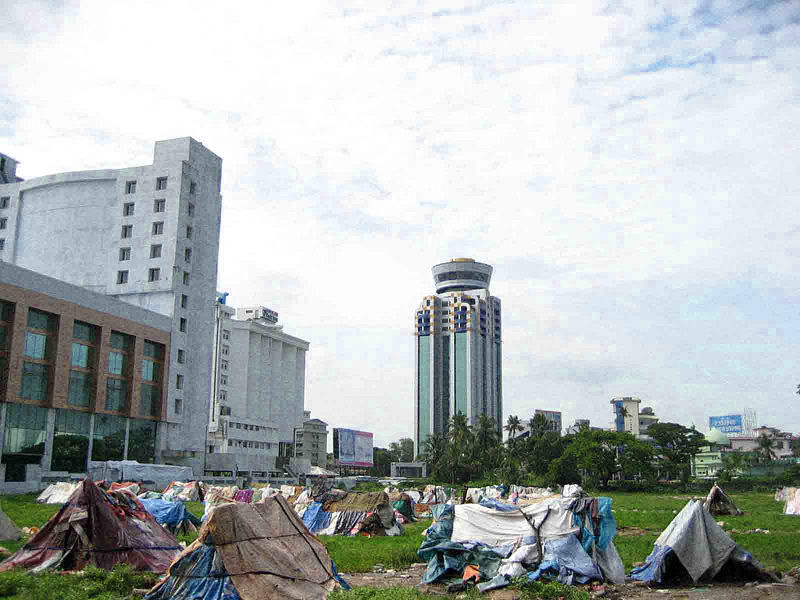
Slumy stojící v těsném sousedství komerční výstavby v Kóčinu

Rozloha zemědělské půdy v Indii je sice rozsáhlá, ale značná část z ní není přirozeně úrodná. Od roku 1947, kdy Indie získala nezávislost, se mnoho podniklo k posílení zemědělské produkce: především byly postaveny různé zavlažovací systémy, jejichž úkolem je přivádět vodu do suchých oblastí. Zemědělská hospodářství jsou však rodinná a tedy příliš malá na to, aby mohla obhospodařovat větší území a využívat moderní stroje a technologie. Navíc se mnoho těchto farem ještě zmenšuje, neboť hindské zákony stanoví, že půda se po smrti rodičů rozděluje rovným dílem mezi děti. Někteří Indové chtějí změnu, aby statky mohly být větší a produktivnější. Mezi nejvýznamnější pěstované plodiny patří rýže, bavlna, juta, moruše, obilniny (hlavně pšenice a proso), subtropické a tropické ovoce (banány, citrusy, mango). Dále se pěstují fazole, ořechy, čajovník, sezamová semínka a betelové ořechy. 62 % obyvatelstva se živí zemědělstvím. Indická vláda se snaží o rozvoj zaostalých oblastí země tak, že přenáší továrny do méně obydlených oblastí Indie s úmyslem podpořit tam podnikatelskou infrastrukturu a zvýšit počet pracovních míst.
Úrodu měly zvýšit i experimenty s novými geneticky modifikovanými semeny a hnojivy, avšak tyto pokusy nejen že nezvýšily zemědělskou produkci, ale z velké části podryly tradiční trvale udržitelné indické zemědělství. V roce 2002 dostala nadnárodní korporace Monsanto povolení uvést do Indie bavlnu (BT cotton) geneticky modifikovanou o původně bakteriální toxin ničící parazity, kteří se na bavlně vyskytují. Produkce bavlny v Indii se sice významně zvýšila, ale mnoho indických rolníků se záhy ocitlo v bezvýchodné situaci, kdy jsou nuceni vynakládat stále více z klesajících výnosů do hnojiv, pesticidů a insekticidů pro udržení produkce. Finanční tíseň a dluhy dohnaly překvapivě velké množství indických zemědělců až k sebevraždě – odhaduje se, že mezi lety 1997 a 2008 si jich vzalo život kolem 200 tisíc.

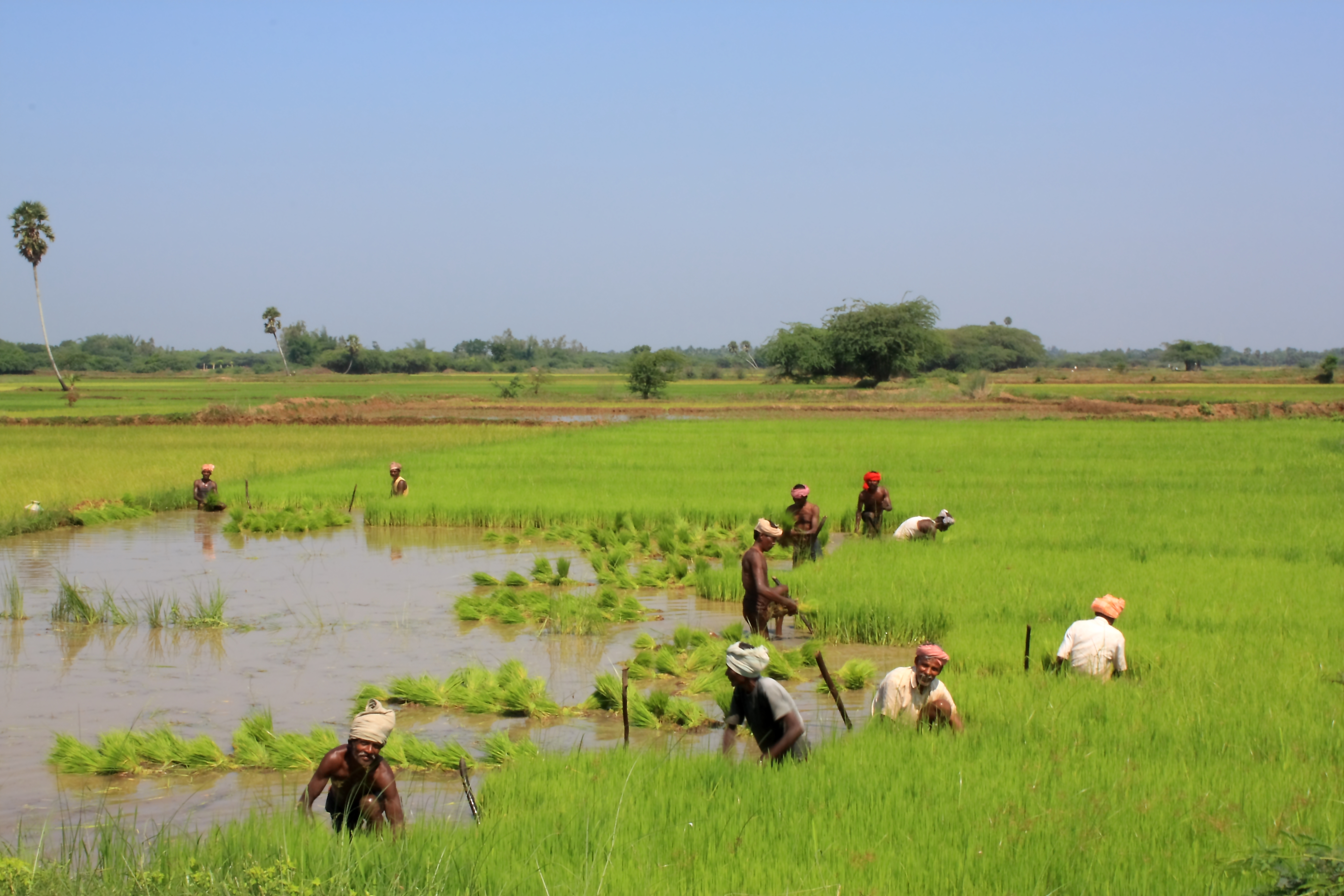
Práce na rýžovém poli v Tamilnádu

Ke konci 20. století se v Indii rozvinula distribuční síť základních potravin (PDS – Public Distribution System), která řešila nerovnoměrné zásobování, kdy některé regiony Indie byly v relativní hojnosti, zatímco jiné trpěly nedostatkem. Univerzální systém potravinové distribuce indickým zemědělcům zaručoval odbytiště pro plodiny, které vypěstují; stejně tak v jeho rámci existovala obdoba přídělového systému potravin. Vedle toho funguje Food Corporation of India distribuující základní potraviny do i těch nejzapadlejších vesniček v celé Indii a za dotované ceny. Koordinuje tak největší potravinový program v Indii a co do celkového množství potravin (v roce 2008 přes 60 mil. obilí a rýže) i na světě. V roce 1997 však Světová banka donutila Indii první z těchto systémů zrušit a druhý výrazně omezit, protože oba zásadně zasahovaly do volného trhu s obilím, rýží a ostatními obchodovanými potravinami.

### Průmysl
Od 50. let 20. století[zdroj?] změnil průmysl indická města. Vedle tradičních výrobků, např. bavlny a hedvábí, se vyrábějí těžké stroje a elektrické zboží. Bohatá ložiska ropy a uhlí poskytují energii továrnám a vyrábějí více než polovinu elektrické energie, která se v zemi spotřebuje (o importu energie vyjednává indická vláda ve velkých projektech jako např. Transafghánský plynovod). Během posledních zhruba tří dekád se také zvýšil význam služeb a čím dál více Indů pracuje v cestovním ruchu, bankovnictví a spojích. V zahraničí jsou Indové a jejich firmy úspěšní v oblasti IT, talentovaní indičtí vědci si nezřídka volí kariéru v Silicon Valley nebo prestižních amerických vědeckých ústavech; fenoménem se též stal outsourcing indických telemarketerů a telefonních operátorů pro větší americké korporace – zejména v první dekádě 21. století. Ve stejné době se o potenciálu Indie (stejně jako Číny) začíná mluvit jako o obrovském „vynořujícím se trhu“ s pevně rostoucí ekonomikou, zvyšující se životní úrovní i kupní silou více než miliardy jejích obyvatel. Od roku 2001 se Indie stala součástí volného hospodářského uskupení známého pod akronymem BRICS.
Bhópálská katastrofa v chemické továrně patřící americké společnosti Union Carbide, která postihla na půl milionu lidí, je největší průmyslovou katastrofou v dějinách.

### Energetika

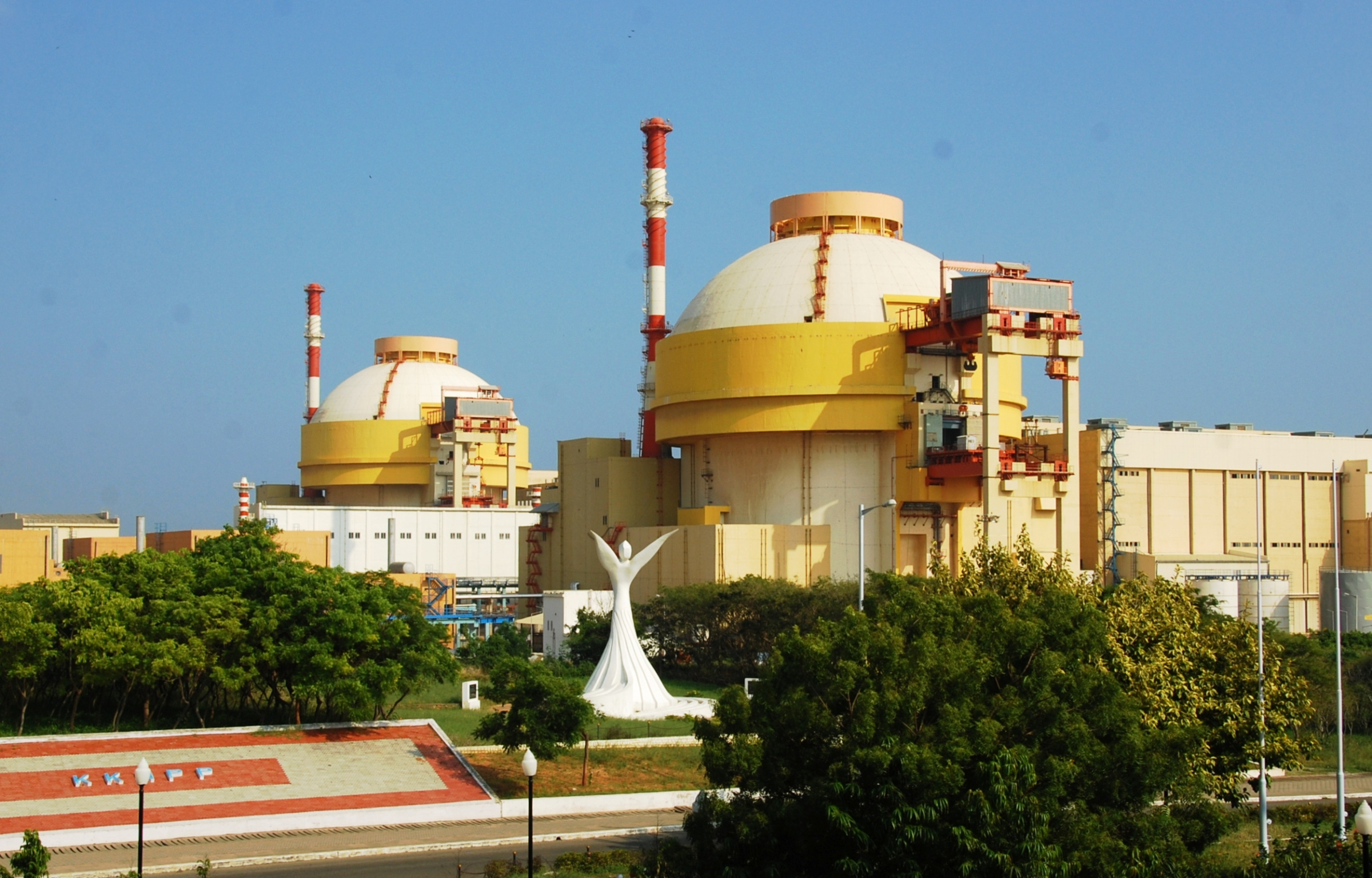
Jaderná elektrárna Kúdankulam

Vzhledem k tomu, že sama nemá na svém území velká naleziště ropy, je Indie třetím největším dovozcem této důležité suroviny na světě. Indické hospodářství zaznamenalo v roce 2018 podle oficiálních údajů růst HDP o více než 6 %, a spotřeba ropy roste rok od roku. V rozpočtovém roce končícím 31. března 2019 dovezla Indie v hodnotovém vyjádření o 25 % více ropy než v roce předešlém a zaplatila za tyto dovozy 109 miliard dolarů. 10 % veškeré dovážené ropy je do Indie přepravováno po moři z Íránu; ve druhém čtvrtletí 2018 to bylo 699 000 barelů denně.
Indie je jednou z mála asijských zemí, která rozvíjí jadernou energetiku. Největší indickou jadernou elektrárnou je Kúdankulam. První reaktor byl uveden do provozu až 22. října 2013, druhý pak o rok později. Po dokončení má obsahovat až šest reaktorů. Výstavbu elektrárny řídí ruská společnost Atomstrojexport. Nejstarší jaderkou v Indii a dokonce i celé Asii je Tárápurská jaderná elektrárna. Její první dva reaktory vstoupily do komerčního provozu 28. října 1969. O její zastaralosti a potenciální nebezpečnosti se v Indii často diskutuje. Indie má vedle toho ještě osm dalších jaderných elektráren: kakraparskou, narorskou, rádžasthánskou ad.

### Doprava

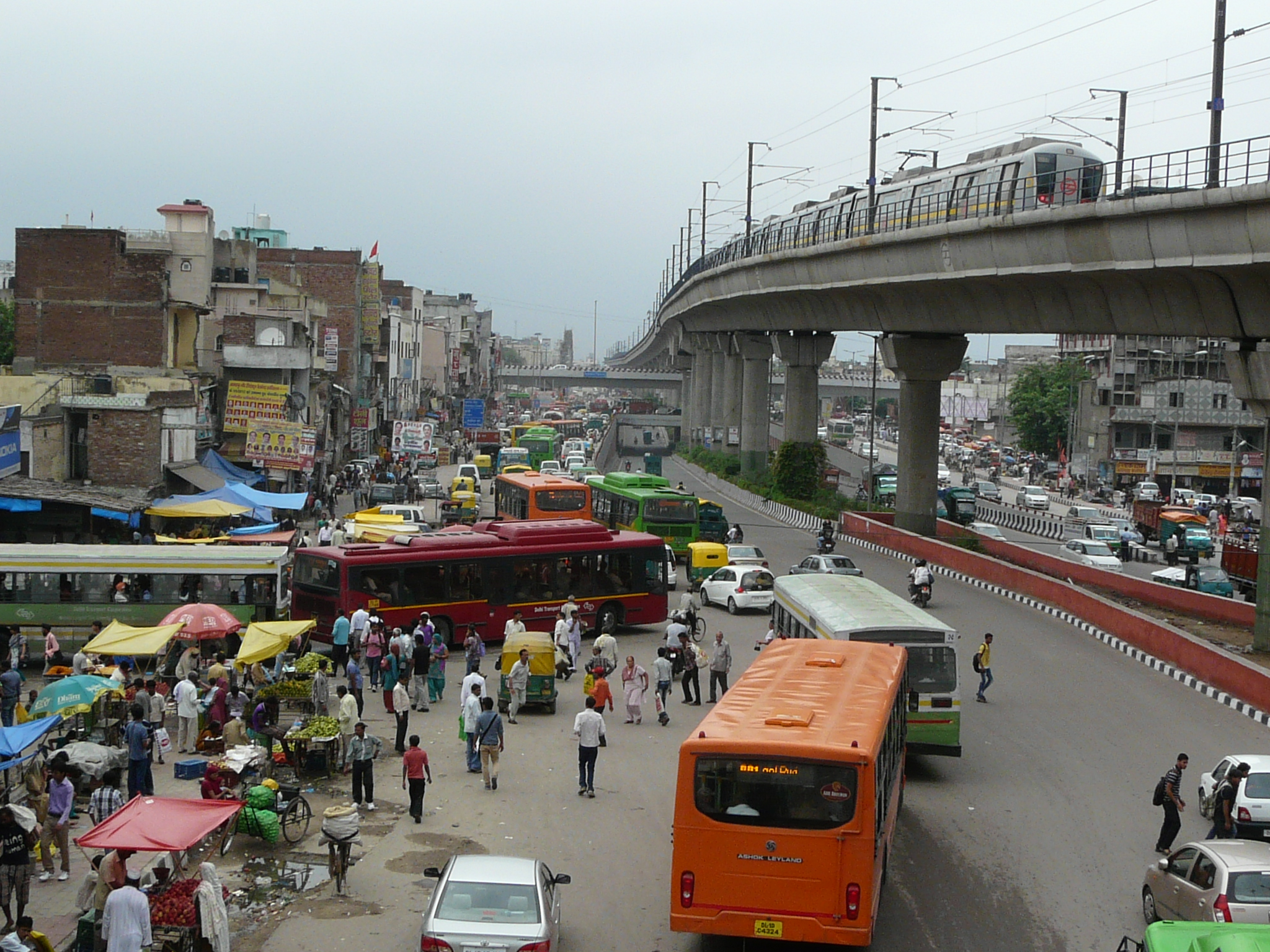
Doprava v indickém hlavním městě Dillí

Už od časů britské koloniální nadvlády hraje v Indii významnou roli železnice. Indická železniční síť je čtvrtá největší na světě. Jezdí na ní jediný dopravce, státní společnost Indian Railways. V roce 2007 například přepravila 17 milionů pasažérů a 2 miliony tun nákladu. Zatím však Indie nedisponuje vysokorychlostní železnicí. Nejvyšší rychlosti, 160 km/h, dosahuje rychlík Gatimaan Express, jenž jezdí na tratí mezi Dillí a Džhánsí. Systém podzemní železnice má několik indických měst, největší tradici má v Bombaji, kde vznikl již roku 1853, a v Kalkatě, kde byl založen jen o rok později. První metro vzniklo v roce 1984 v Kalkatě, druhé v roce 2002 v Dillí a třetí v roce 2011 v Bengalúru.
Hustota silniční sítě - 0,66 km na čtvereční kilometr je podobná jako ve Spojených státech a o mnoho hustší než například v Číně (0,16 km). Kvalita cest však není dobrá a stále ještě 40 procent indických obcí nemá přístup k silnici uživatelné celoročně, za každého počasí. Boom automobilismu nastal po roce 1991. V roce 2012 již bylo v Indii registrováno 159 milionů vozidel. Ještě v roce 1971 to bylo jen 1,9 milionu. Významná je ale i bicyklová doprava, na indických silnicích se pohybuje 83 milionů kol. Tradiční rikši, které v minulosti sloužily zhusta v městské dopravě, již řada indických měst a regionálních vlád zakázala, jakožto ponižující způsob obživy.
Indie má 14 hlavních přímořských přístavů a 11 mezinárodních letišť.

## Věda a technika

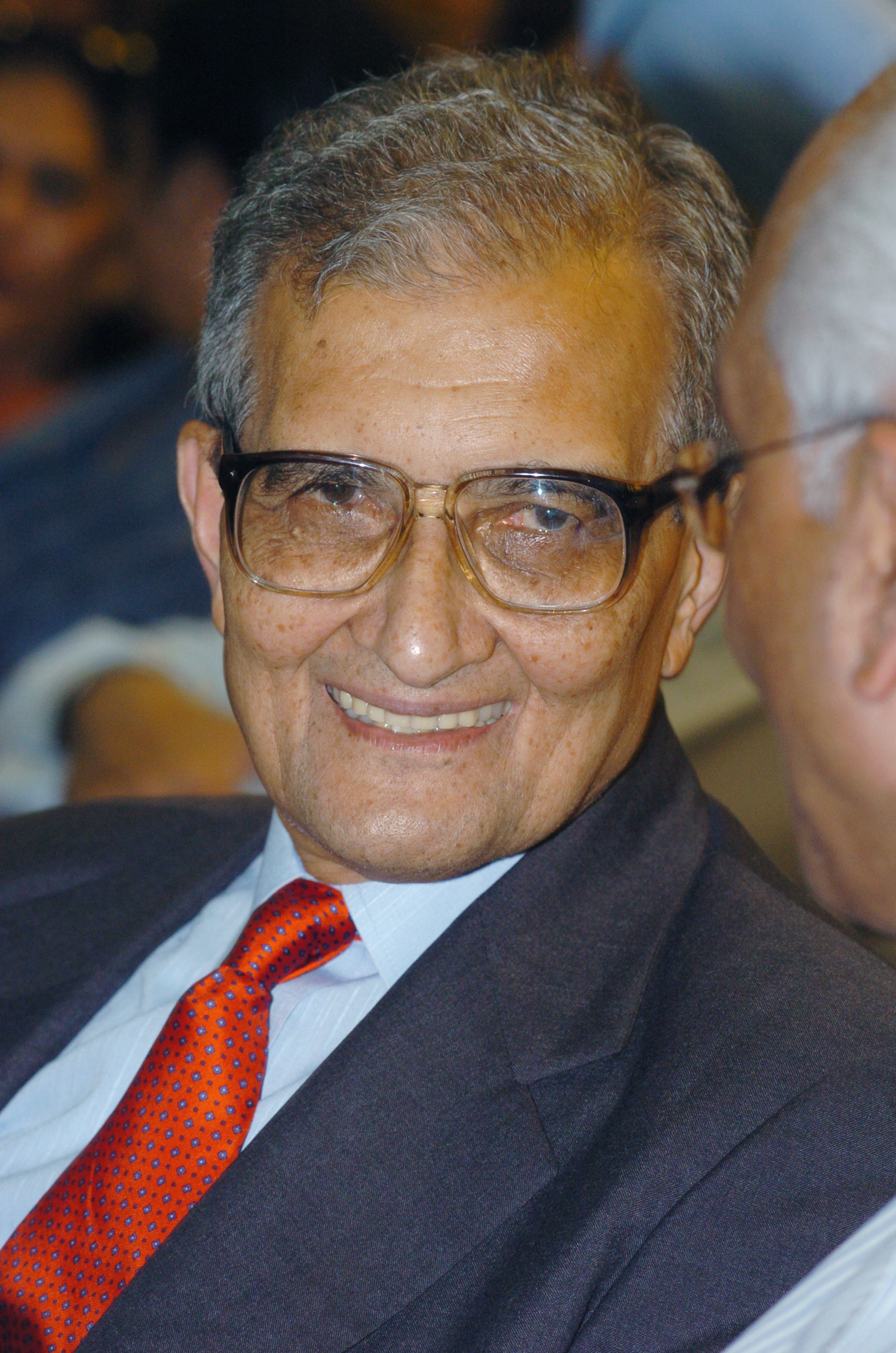
Amartya Sen

Árjabhata je jeden ze zakladatelů velké indické matematické tradice, vůbec první indický matematik, jehož dílo se jmenovitě dochovalo. Kolem roku 499 vydal své nejslavnější dílo Árjabhatíja. Byla po něm pojmenována první indická vesmírná sonda vypuštěná roku 1975. Největším z následovníků Árjabhaty byl Brahmagupta, který ve své knize Brāhmasphuṭa-siddhānta z roku 628 jako první zavedl nulu jako plnoprávnou číslici. Ve 12. století přišel další velký indický matematik, Bháskara II., který je též zván "otec desítkové soustavy". Ale i moderní matematika si udržela v Indii vysokou úroveň, jak dokazuje dílo Šrínivása Rámanudžana z počátku 20. století, nebo Srinivasy Varadhana, který proslul svými příspěvky k teorii pravděpodobnosti, zvláště vytvořením sjednocené teorie velkých odchylek, za což roku 2007 obdržel prestižní Abelovu cenu. Indický původ má i Akshay Venkatesh, nositel Fieldsovy medaile. V Indii se narodil také britský matematik Augustus De Morgan.
Matematická tradice vyživila i vynikající výsledky v astronomii a fyzice: Varáhamihira patřil k nejvýznamnějším astronomům starověku. Chandrasekhara Venkata Raman dostal v roce 1930 Nobelovu cenu za fyziku, za výsledky při studiu rozptylu světla a za objev tzv. Ramanova jevu. V roce 1983 získal stejné ocenění Subrahmanyan Chandrasekhar, zejména za objev a výpočet tzv. Chandrasekharovy meze, stanovující maximální možnou hmotnost tzv. bílého trpaslíka. Šatendranáth Bose významně přispěl ke kvantové teorii a byla po něm pojmenována částice boson. Fyzik Džagadíščandra Bose jako první člověk použil polovodič k detekci radiového signálu. Homi Jehangir Bhabha je otcem indické atomové bomby. Astrofyzik Meghnad Saha definoval tzv. Sahovu rovnici, jeho kolega Jayant Narlikar vyvinul teorii konformní gravitace, běžně známou jako Hoyleova–Narlikarova teorie, což je v zásadě syntéza Einsteinových teorií relativity a Machova principu. Raj Reddy získal Turingovu cenu, nejprestižnější ocenění v informatice a počítačové vědě.
Již starověký autor Sušruta je označován za "otce chirurgie". Vátsjájana, autor staroindické příručky Kámasútra, může být považován za zakladatele sexuologie. Har Gobind Khorana získal roku 1968 Nobelovu cenu za fyziologii a lékařství, a to za vysvětlení procesu řízení syntézy proteinů v buňkách sekvencemi nukleotidů v nukleových kyselinách. Venkatraman Ramakrishnan obdržel v roce 2009 Nobelovu cenu za chemii za objasnění struktury a funkce ribozomů - buněčných „továren na bílkoviny“. Chemička Asima Chatterjeeová dosáhla výborných výsledků v oblasti získávání léčivých látek z rostlin.
Starověký autor Čánakja je jedním ze zakladatelů sociálních věd, jeho dílo Arthašástra je jedno z vůbec nejstarších děl, které pojednává o správě a uspořádání státu a je často srovnáváno s Machiavelliho Vladařem. Základy lingvistiky položil Pánini. Nejvýznamnějším indickým sociálním vědcem současnosti je Amartya Sen, jenž roku 1998 dostal Nobelovu cenu za ekonomii, především za své práce o teorii lidského rozvoje, státu blahobytu a mechanismech vzniku chudoby. Shiyali Ramamrita Ranganathan posunul vývoj v knihovnictví. V oblasti současných kulturálních studií má značný kredit Gayatri Chakravorty Spivaková. Na liberální levici je také oblíbené dílo feministky a environmentalistky Vandana Shivaové. Subhash Kak získal naopak svými odvážnými spekulacemi velkou pozornost na indické radikální pravici.

### Kosmonautika

Indický kosmonaut Rákéš Šarma

V srpnu 1969 byla založena Indická kosmická agentura (anglicky ISRO – Indian Space Research Organisation). Dnes v ní pracuje kolem 20 tisíc lidí a řídí několik misí současně.
14. listopadu 2008 dopadla na povrch Měsíce první indická sonda. Oddělila se z družice Čandraján-1, která byla ze Země vyslána 22. října 2008. Indie se tak stala další mocností, která dokázala přistání na Měsíci zvládnout.
Indický solární program plánuje výstavbu solárních zařízení o výkonu 200 gigawattů do roku 2050, zhruba o třetinu více než byla celková indická energetická výrobní kapacita v roce 2009. Projekt má přinést až 100 tisíc nových pracovních míst a po svém dokončení zabránit každoročně emisím asi 434 milionů tun oxidu uhličitého. Celkové náklady jsou odhadovány asi na 20 miliard dolarů.
Mars Orbiter Mission je mise ISRO, která má za cíl pomocí sondy Mangalaján průzkum planety Mars, zejména její atmosféry. První plánování pro ni byla započata už v roce 2010 a indická vláda ji schválila v roce 2012. Její rozpočet je 4,54 miliardy INR, což je (relativně malých) 74 milionů dolarů.

## Obyvatelstvo

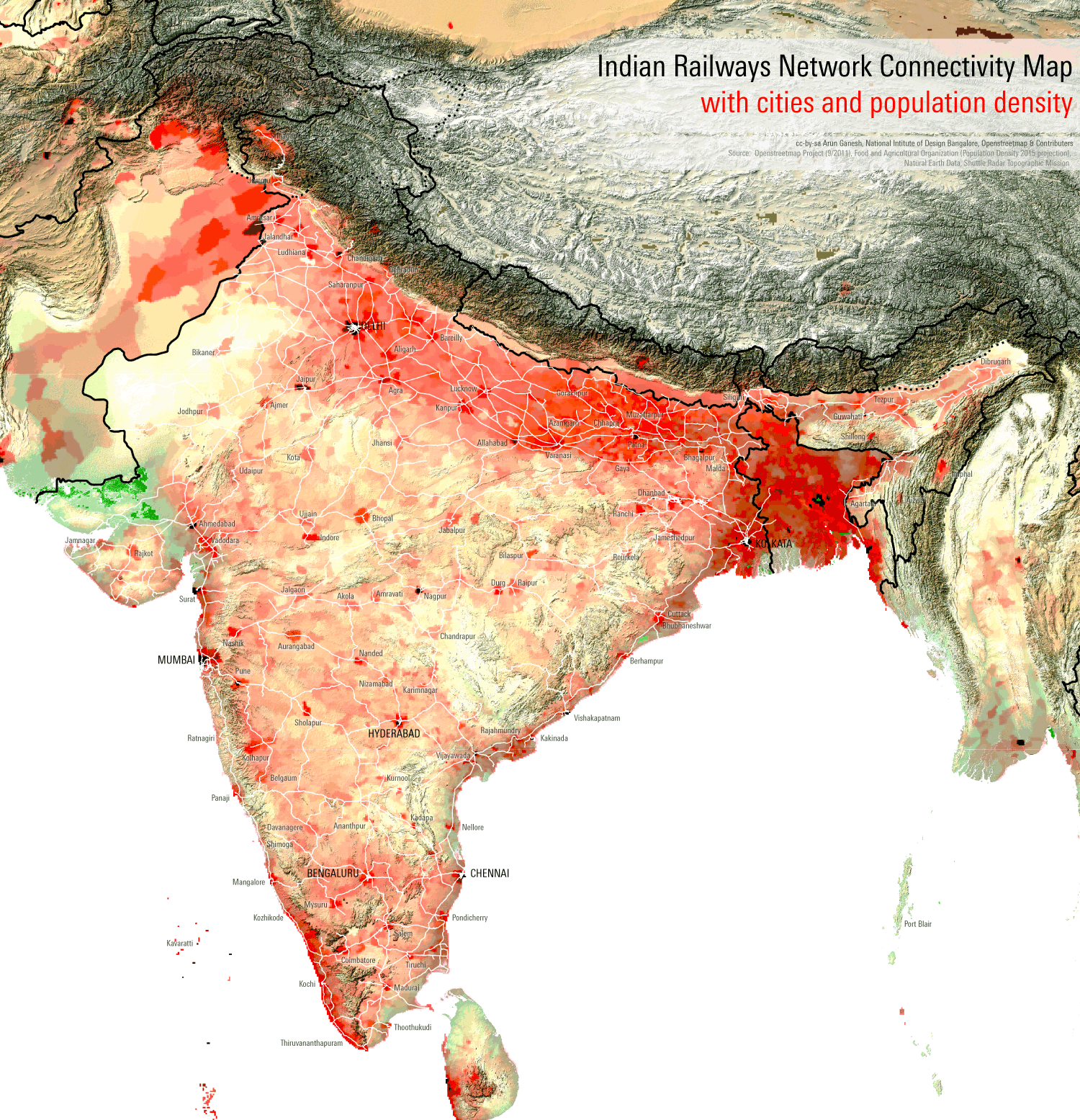
Mapa hustoty zalidnění a indických železnic, dobře patrná hustě osídlená Indoganžská nížina

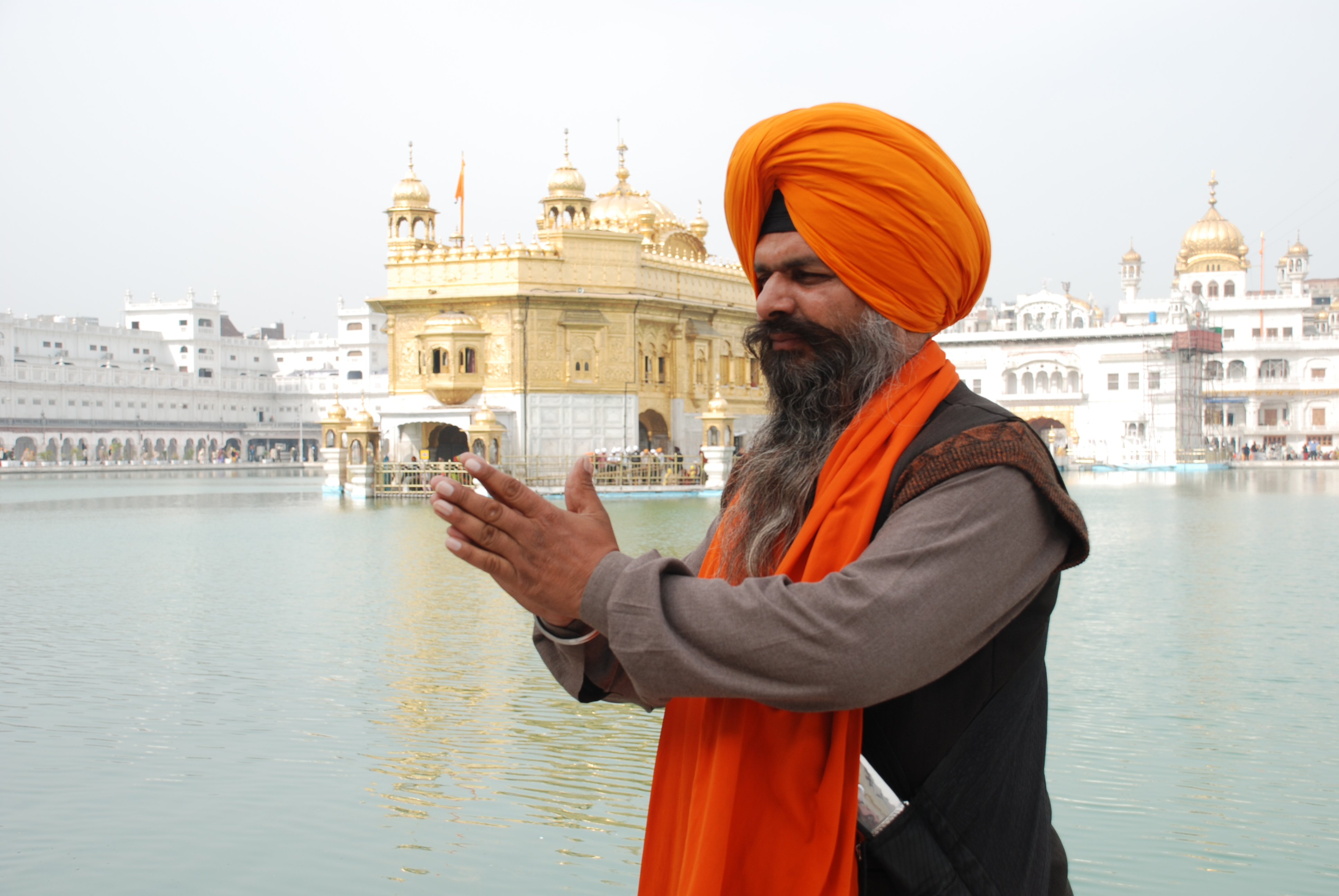
Sikhský poutník u Zlatého chrámu v Amritsaru

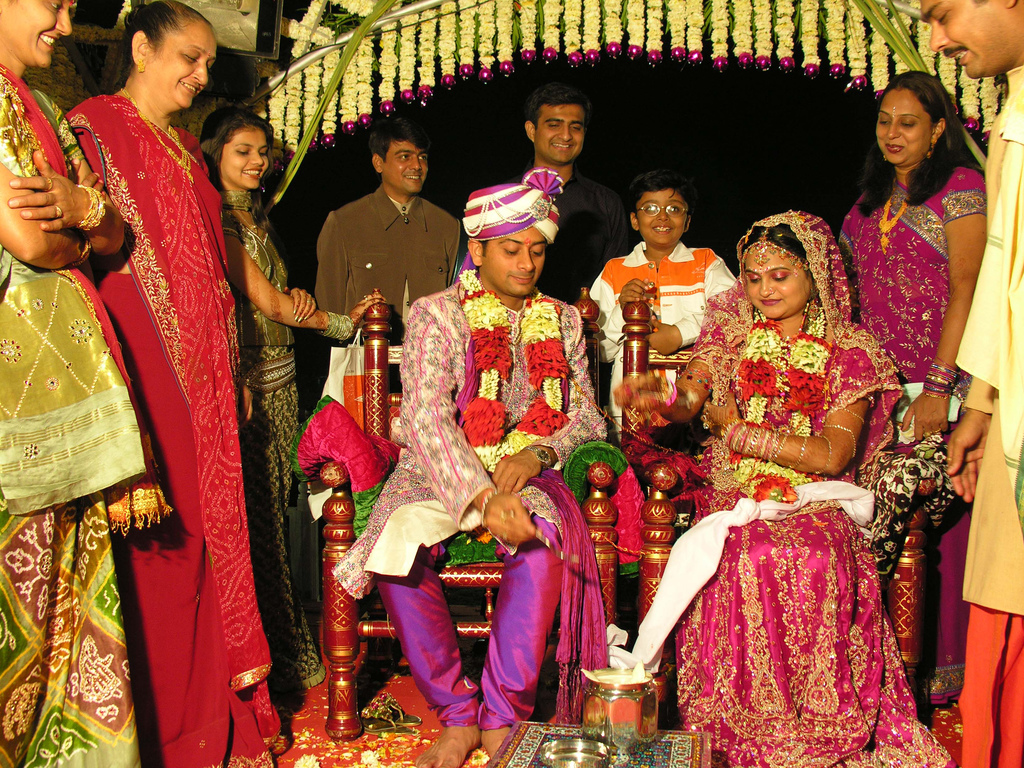
Hinduistická svatba

V Indii žilo k roku 2024 odhadem 1 441 700 000 obyvatel (1,4 miliardy), což z ní činí nejlidnatější zemi světa. Mezi lety 2001–2011 její populace vzrostla o 17,6 % v porovnání s předchozí dekádou (1991–2001), kdy byl růst 21,5 %. V roce 1951 žilo v Indii podle sčítání 361 milionu lidí, od té doby se počet obyvatel zečtyřnásobil.
Indie je země, ve které žije velké množství různých etnických skupin a hovoří se v nich asi tisíci jazyky a nářečími. Jsou zde dvě hlavní jazykové rodiny: Indoíránská (hovoří ji asi 74 % populace) a drávidská (24 %). Mezi další používané jazyky patří austroasijské a sinotibetské jazyky. Úředními jazyky na federální úrovni je hindština a angličtina. Každý stát federace si dále stanovuje svůj úřední jazyk, díky čemuž je v Indii 22 oficiálně uznaných jazyků k místní úřední komunikaci (tzv. "recognized languages"). Kromě nich se však mluví řadou místních dialektů a kmenových jazyků. Podle sčítání lidu z roku 2011 má jako svůj první jazyk zdaleka nejvíce lidí hindštinu (528 milionů), následují bengálština (97 milionů), maráthština (83 milionů), telugština (81 milionů), tamilština (69 milionů), gudžarátština (55 milionů), urdština (50 milionů), kannadština (43 milionů), urijština (37 milionů), malajálamština (34 milionů) a paňdžábština (33 milionů). Původními obyvateli Andamanských ostrovů jsou Andamánci, patřící k Negritům.
Obyvatelé také vyznávají mnoho různých náboženství, skoro čtyři pětiny (79,8 %) z nich jsou hinduisté, následovaní 14,2 % muslimů. Mezi zbývající patří křesťané s 2,3 %, sikhové s 1,9 %, buddhisté (0,70 %) a džinisté (0,36 %). Podle hinduistické tradice se lidé rodí do sociálních vrstev zvaných kasty. Zatímco nadkasty, takzvané varny, jsou v kastovním systému čtyři, samotných kast, džáti, najdeme v Indii několik tisíc. Přísná náboženská pravidla přikazují každé kastě, co má jíst, co si oblékat i jakou vykonávat práci. Mimo toto rozdělení na samém dně indické společnosti stojí nedotknutelní, ke kterým náleží asi 160 milionů Indů.
Rodinná pouta jsou v Indii velmi důležitá a na sňatek se často pohlíží spíše jako na spojení dvou rodin než jako na svazek dvou lidí. Je zvykem, že rodiče vybírají svým dětem životní partnery.[zdroj?] Dnes se někteří Indové snaží tato pravidla odstranit a povzbuzují mladé lidi, aby si sami hledali manžela či manželku.

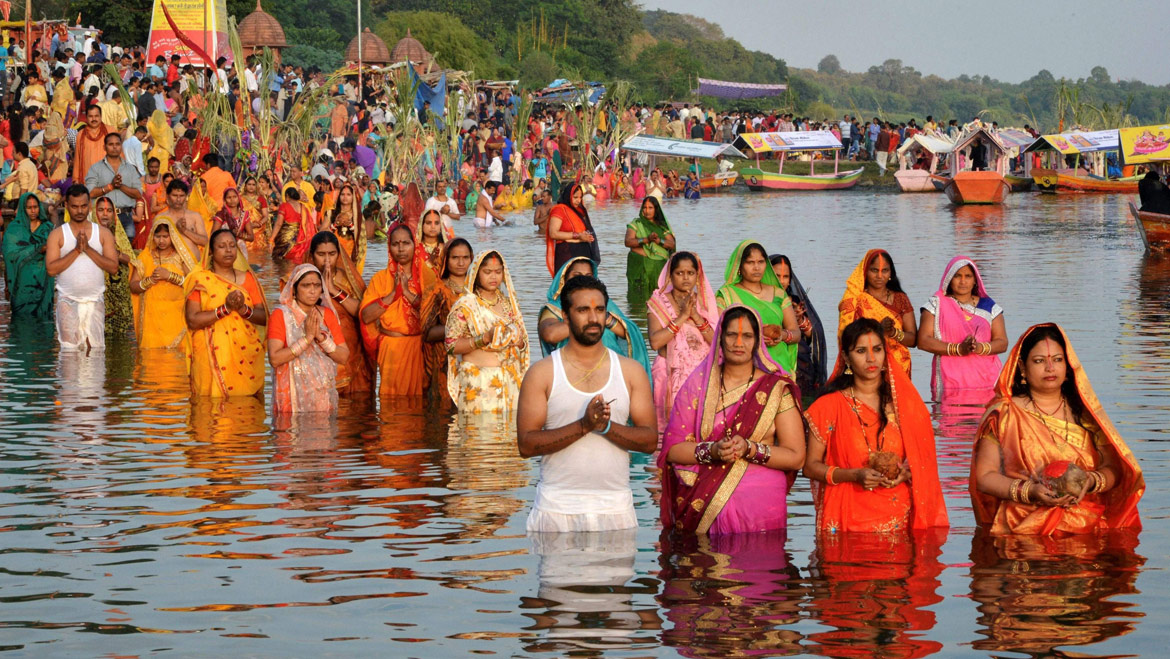
Hinduistický obřad púdža na počest slunečního boha Súrjy. V Indii žije asi 1 miliarda hinduistů.

Život v mnoha indických vesnicích se po staletí nezměnil. Lidé si chodí každý den pro vodu do studně a osvětlují si domovy olejovými lampičkami. Avšak v závislosti na růstu hospodářské úrovně se do stále více vesnic zavádí voda a elektřina. 41 % všech chudých lidí světa ale stále žije v Indii.
I Indie zaznamenává fenomén, kdy obyvatelé vesnic přicházejí ve stále větší míře do měst (urbanizace). Ve městech se velký počet obyvatel tísní v přeplněných chatrčích na předměstích, zatímco mnoho bohatších Indů žije v oblastech, kde je patrný silný západní vliv. Někteří lidé nosí oblečení podle západní módy, jiní dávají přednost tradičním oděvům. Například mnoho Indek nosí jasně barevná sárí a bindí. Společenský život se v Indii soustřeďuje na náměstí. Jsou neustále zaplněna lidmi, kteří si sem chodí vyměňovat novinky a názory za zvuků hlasitě hrající populární hudby, klaksonů aut a volání pouličních prodavačů.[zdroj?] V posledních letech došlo v Indii právě díky stěhování lidí do měst k rapidnímu růstu mnohých měst. Díky tomu tak má Indie mnoho sídel s více než milionem obyvatel. Životní úroveň většiny lidí v těchto oblastech však není vysoká. Mezi lety 1991 a 2001 vzrostl podíl Indů žijících v městský oblastech o 31,2 %, nicméně v roce 2001 žilo nadále přes 70 % obyvatel na venkově.
Někteří tradiční indičtí zemědělci – jsou to zejména pěstitelé bavlny a sójových bobů – v rostoucí míře přecházejí na pěstování geneticky modifikovaných potravin, kdy od zahraničních korporací (Monsanto) kupují GM semena a ad hoc vyvinuté herbicidy (Roundup).[zdroj?]

## Kultura

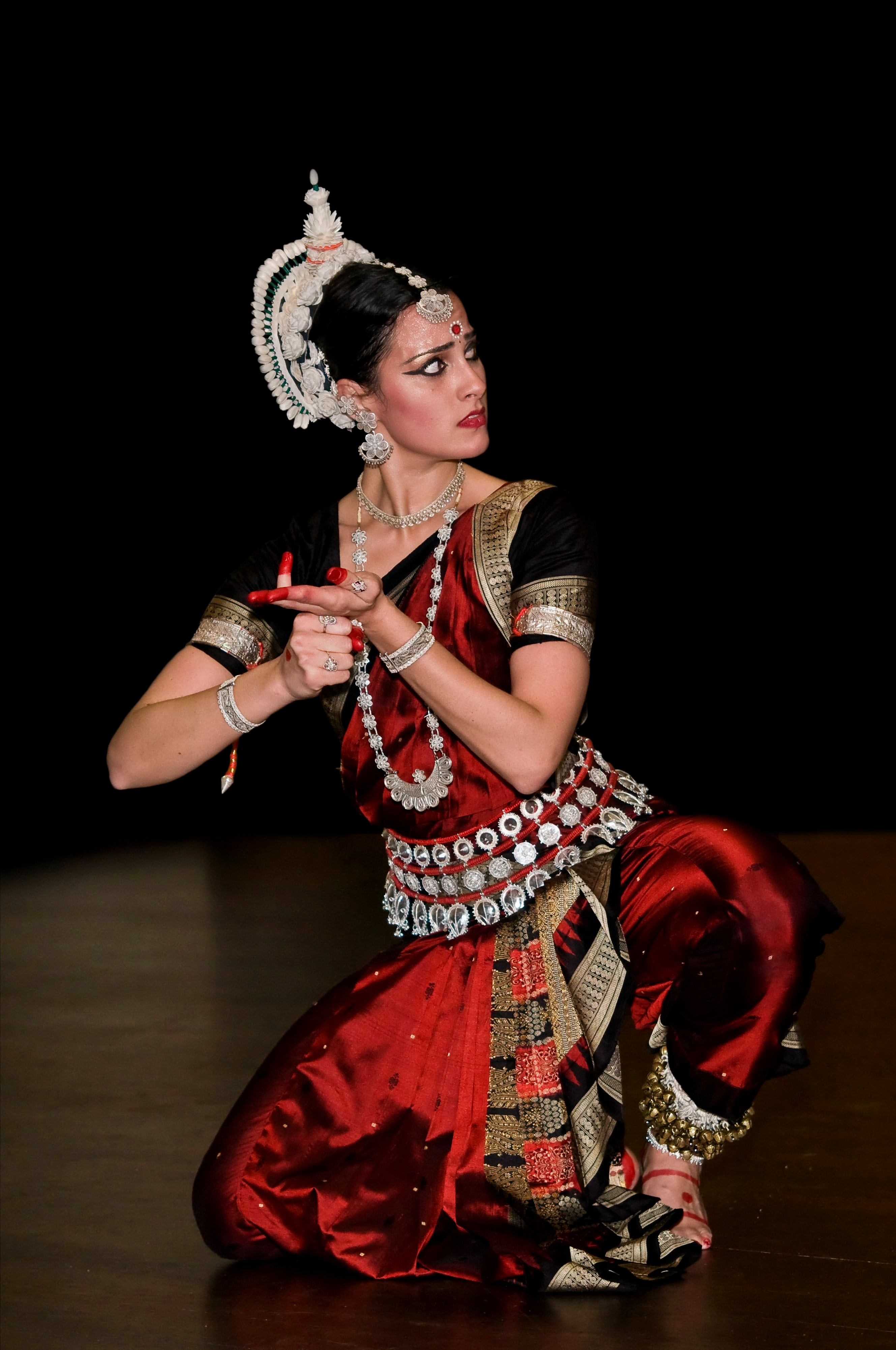
Tanec Odísí

Indie má bohaté a unikátní kulturní dědictví a dokázala si zachovat své tradice i přes přebírání nových zvyků a myšlenek, od útočníků i imigrantů. Množství zvyků, jazyků a monumentů je důkazem vzájemného míchání vlivů během staletí. Například slavný Tádž Mahal je příkladem islámem inspirované architektury, která byla zděděna po Mughalech. Je výsledkem synkretické tradice, která kombinuje elementy ze všech částí země. Indická společnost je široce pluralitní, mnohojazyčná a mnohonárodnostní.
Indické tradiční oblečení se liší mezi jednotlivými regiony, ať už barvami nebo styly. Záleží na různých faktorech, jako třeba na podnebí. Nejpopulárnější oděv pro ženy se nazývá sárí, nejtradičnějším oděvem mužů je dhotí (řasená bederní rouška).
Vzdělání je vysoce ceněno ve všech socioekonomických vrstvách obyvatelstva. Tradiční indické hodnoty jako rodina jsou vysoce respektovány a považovány za posvátné, ačkoli městské rodiny začínají preferovat rodinu dvou partnerů z důvodů socioekonomických omezení daných systémem skupinové rodiny.
Náboženství v Indii je velmi společenskou událostí se spoustou praktik prováděných s okázalostí a vitalitou a je nedílnou součástí každodenního života.

### Literatura

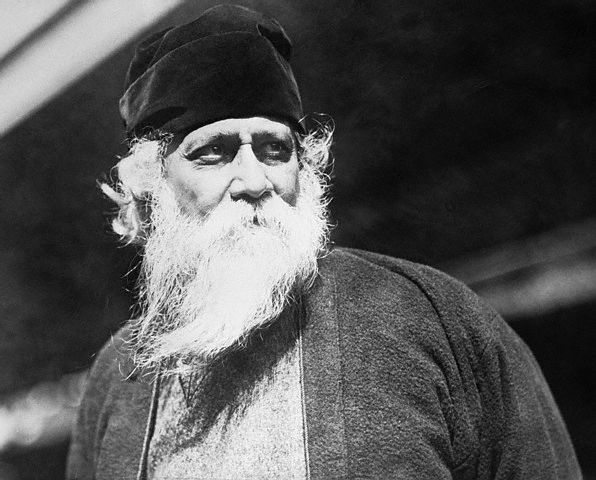
Rabíndranáth Thákur

### Výtvarné umění
Ilustracemi k moderním vydáním eposů Mahábhárata a Ramajána se proslavil malíř Rádža Ravi Varma, jeho kresby indickou kulturou zcela prostoupily. Nejproslulejším indickým moderním malířem je Amrita Šer-Gilová, průkopnice moderní malby v Indii, narozená v Budapešti. Sochař Anish Kapoor se proslavil svými abstraktními skulpturami s lesklými povrchy. Jako druhý Ind v historii (po Ravi Šankarovi) obdržel prestižní japonské ocenění Praemium Imperiale. V roce 2018 v Indii vztyčili nejvyšší sochu na světě. Měří 182 metrů a představuje jednoho z otců zakladatelů Indie Sardára Vallabhbháího Patélu, prvního indického ministra vnitra a místopředsedu vlády.
Balkrišna Doši získal roku 2018 architektonickou Pritzkerovu cenu, zvanou též "Nobelova cena za architekturu".

### Film

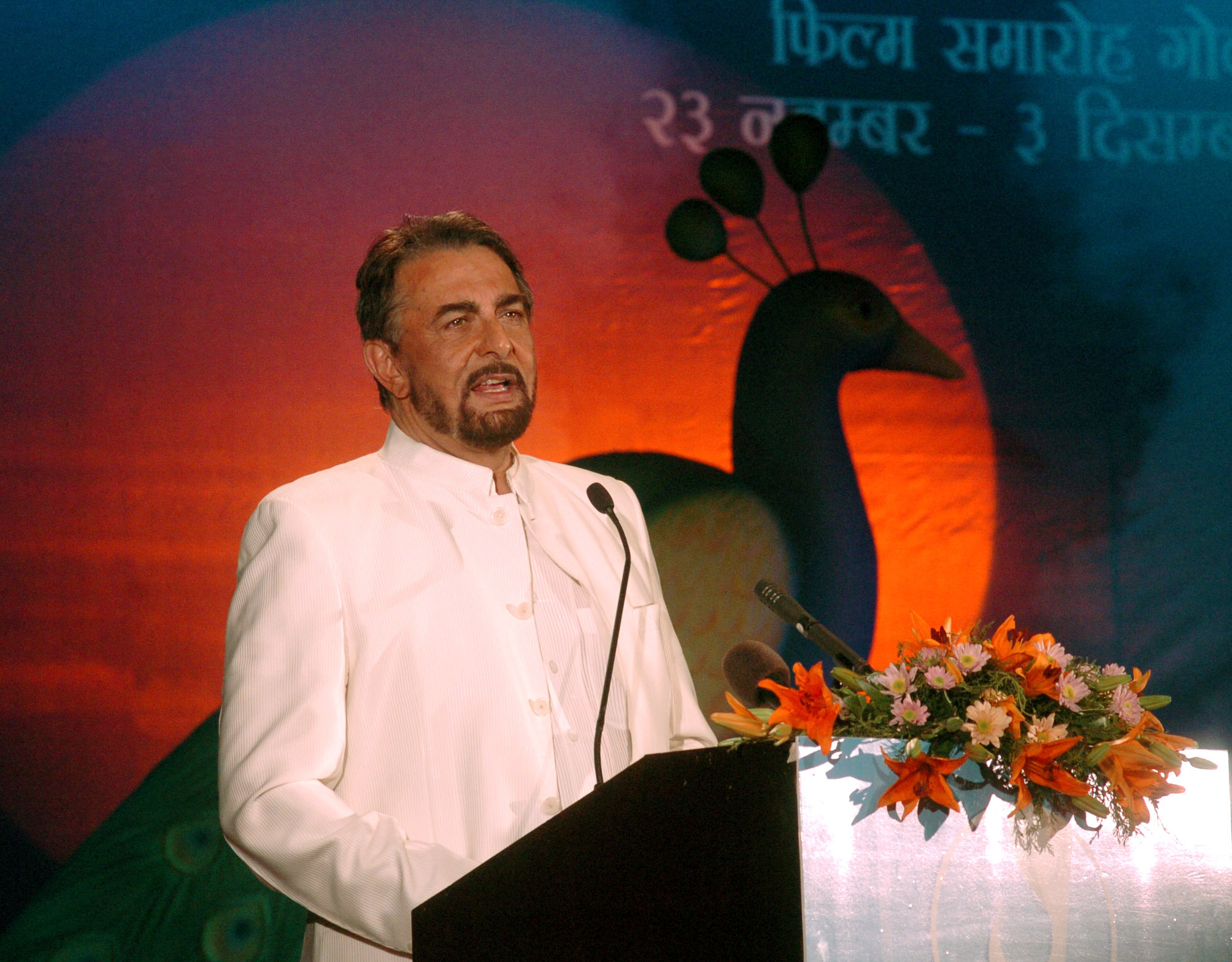
Kabir Bedi

Indie ročně vyprodukuje největší počet filmů ve světě. Filmová produkce má svou základnu v Bombaji, která je často označována jako "Bollywood". Mimo Indii se tento název někdy nesprávně používá jako označení pro veškerou indickou filmovou produkci, i když se jedná pouze o filmy točené v hindštině, resp. hindustánštině. Kromě Bollywoodu existují v Indii i další centra filmového průmyslu, kde se točí filmy v dalších indických jazycích (v tamilštině - Kollywood, telugštině - Tollywood, bengálštině a malajálamštině - Malluwood). Typické pro bollywoodskou i jinou indickou produkci je vkládání tanečních a pěveckých čísel do filmů všech žánrů. Proto se někdy hovoří o tom, že všechny bollywoodské filmy jsou muzikály.
Jako prvnímu z indických filmařů se světového úspěchu podařilo dosáhnout Satyajitu Rayovi, který roce 1957 získal Zlatého lva za nejlepší film na festivalu v Benátkách, za drama Nezdolný. Roku 1973 získal Zlatého medvěda na Berlinale za snímek Vzdálené hřmění.
Hereckými legendami Bollywoodu jsou Rádž Kapúr, Amitabh Bachchan či Pran Krishan Sikand. V současnosti je to například Shahrukh Khan, z žen Priyanka Chopra (též Miss World 2000) či Aishwarya Rai (též Miss World 1994). Na západě je velmi známý indický herec Kabir Bedi, zejména díky italskému seriálu Sandokan ze 70. let a roli padoucha v bondovce Chobotnička z roku 1983.
Z indických režisérů 21. století tvoří například  Ashima Chibber, Faraz Ali a jiní.

### Hudba

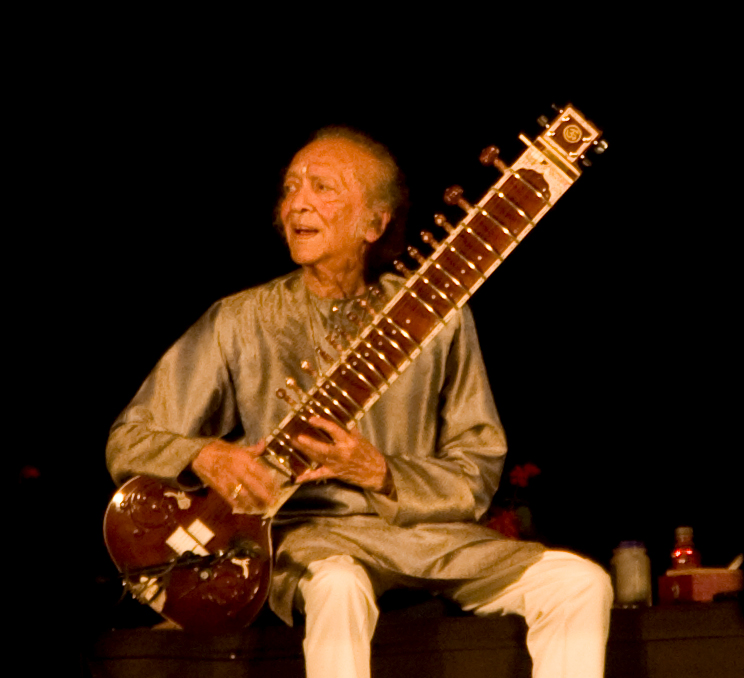
Ravi Šankar a jeho sitár

Indická hudba je reprezentována širokým spektrem forem. Dva hlavní proudy klasické hudby jsou karnátacká z Jižní Indie a hindustánská ze Severní Indie. Populární hudba se rozvíjí také, zvláště v součinnosti s bollywoodským filmem. Playbackovým zpěvem ve filmech proslula zvláště Lata Mangeškar. Nazpívala 50 000 písní do více než tisícovky indických filmů, v 36 indických i jiných jazycích. Jejím mužským protějškem byl Mohammed Rafi. Známý je spor těchto dvou umělců, kdo z nich má právo na zapsání do Guinnessovy knihy rekordů za největší počet nahraných písní. Jako skladatel bollywoodské hudby začínal Allah Rakha Rahman, jenž se ovšem prosadil i v Hollywoodu (Milionář z chatrče), za což drží dva Oscary. Nástroj sitár po celém světě zpopularizoval Ravi Šankar (proslavily se i jeho dvě dcery Anouška Šankarová a Norah Jones, obě se však již narodily v cizině, Anouška v Londýně a Norah v New Yorku). S jiným nástrojem - sarangi - Šankara napodobil Ram Narayan.
V oblasti klasické hudby došel značné vážnosti dirigent Zubin Mehta, který působil s řadou velkých symfonických orchestrů po celém světě. Padesát let byl šéfdirigentem Izraelské filharmonie. Narodil se v Bombaji a je párského původu. Jeho synovec Bejun Mehta je operní pěvec (kontratenor) a je občanem USA.
V Indii také existuje množství druhů klasických tanců včetně takových jako Bharata Natyam, Kathakali a Kathak. Často mají formu příběhu a obsahují duchovní a náboženské prvky. Indie má také rozmanité festivaly, z nichž je mnoho oslavovaných bez ohledu na kastu a vyznání. Nejznámější a nejpopulárnější oslavy zahrnují hinduistické festivaly Díválí, Hólí a Dussehra a muslimské oslavy Eid.

### Památky

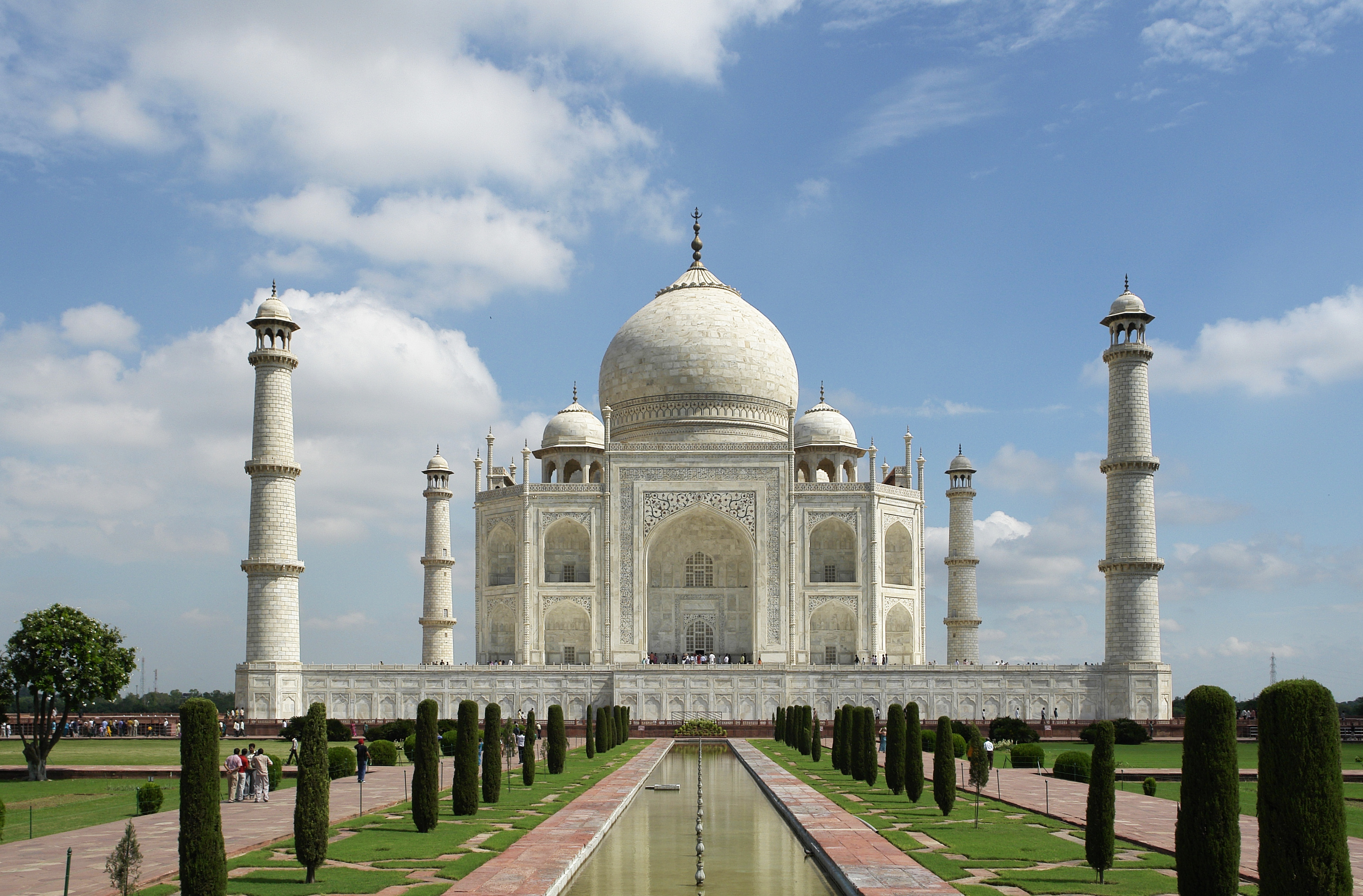
Tádž Mahal

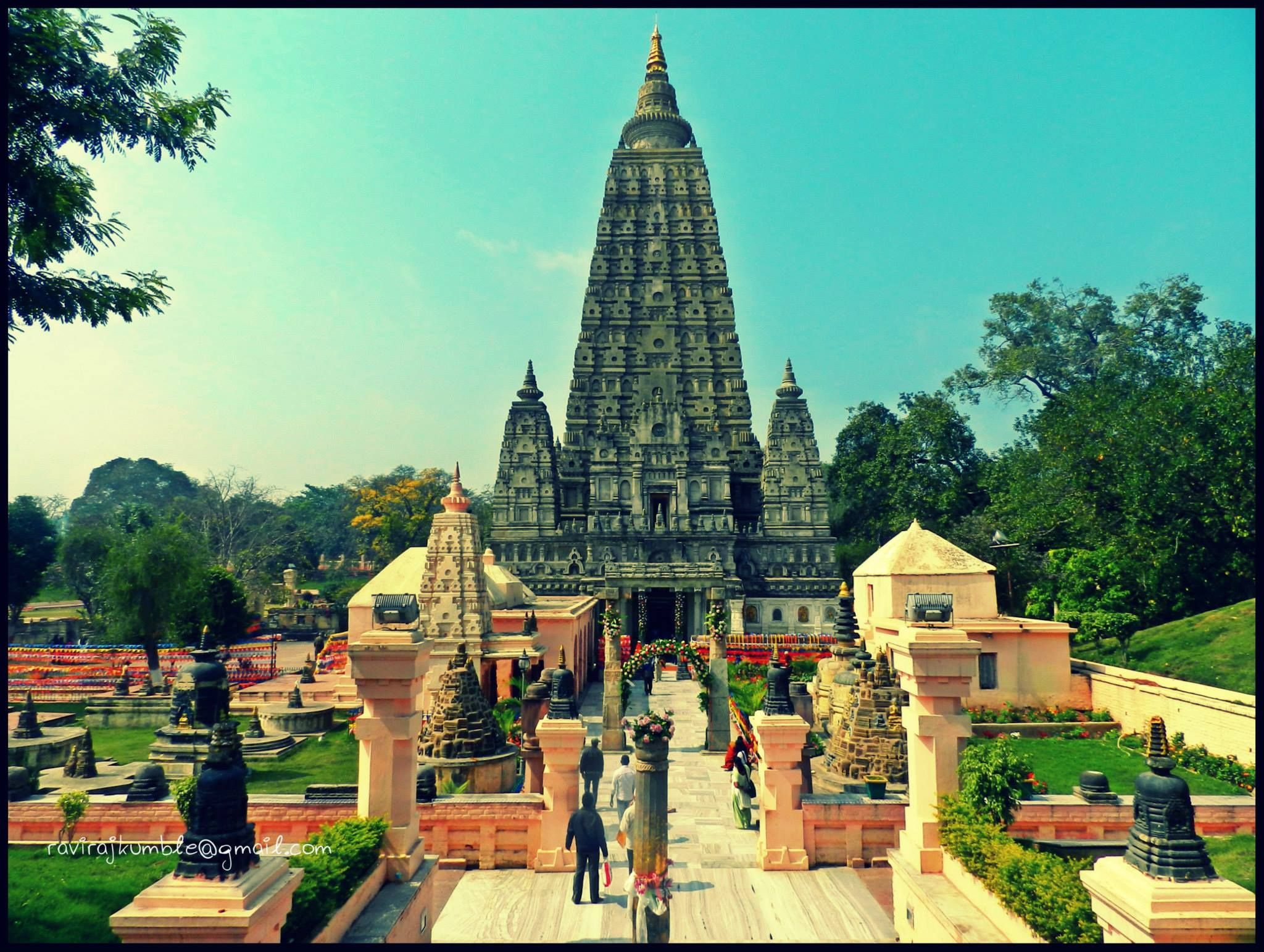
chrám Mahábódhi

Nejslavnější indickou památkou je Tádž Mahal, monumentální pomník v Ágře ve státě Uttarpradéš. Stal se výrazným symbolem Indie, a to přesto, že patří spíše k mladším památkám (na indické poměry) – v roce 1632 ho nechal vystavět mughalský císař Šáhdžahán na památku své předčasně zesnulé ženy Mumtaz Mahal. V roce 2007 byl hlasováním sto milionu lidí z celého světa zařazen mezi Nových sedm divů světa. V roce 1983 byl rovněž zapsán na seznam Světového dědictví UNESCO. Jen 2,5 kilometru od Tádž Mahalu stojí další památka UNESCO pevnost Ágra, sídlo mughalských císařů. Zápisu se dočkal i méně známý vzor, podle nějž byl Tádž Mahal vystavěn, Humájúnova hrobka v Novém Dillí, první zahradní hrobka v Indii, a Červená pevnost, další ze staveb na kontě císaře Šáhdžahána. Na seznamu je i hinduistický Sluneční chrám v Kónárku ze 13. století, buddhistický chrám Mahábódhi v Bódhgaje, nejvyšší indický minaret Kutub Minár v Dillí (kousek od něj se nachází i slavný Sloup v Dillí), novogotické Nádraží čhatrapatiho Šivádžího v Bombaji (a série dalších viktoriánsko-gotických staveb) a budova Nejvyššího soudu v Čandígarhu z dílny Le Corbusiera. Zapsány byly i některé jeskynní kláštery (Adžanta, Éllóra, Elefanta), šest pevností v Rádžasthánu (z nichž nejslavnější jsou Kumbhalgarh a Jantarová pevnost), tři čólské chrámy v indickém státě Tamilnádu (zejm. chrám Brihadišvára) a celá historická města (Mahábalípuram, Velha Goa, Fatehpur Síkrí, Hampi, Khadžuráho, Pattadakal, Sáňčí, Ahmadábád, Džajpur). Džajpuru se této cti dostalo například díky unikátnímu paláci Hawa Mahal. Významnou památkou je rovněž Hari Mandir Sáhib, nejposvátnější svatyně sikhismu, která se nachází v Amritsaru. Z muslimských památek je to například Charminar v Hajdarábádu, z párských (zoroastristických) pak Věže mlčení na Malabárském vršku v Bombaji. Indický prezident sídlí v paláci Raštrapati Bavan.

### Média

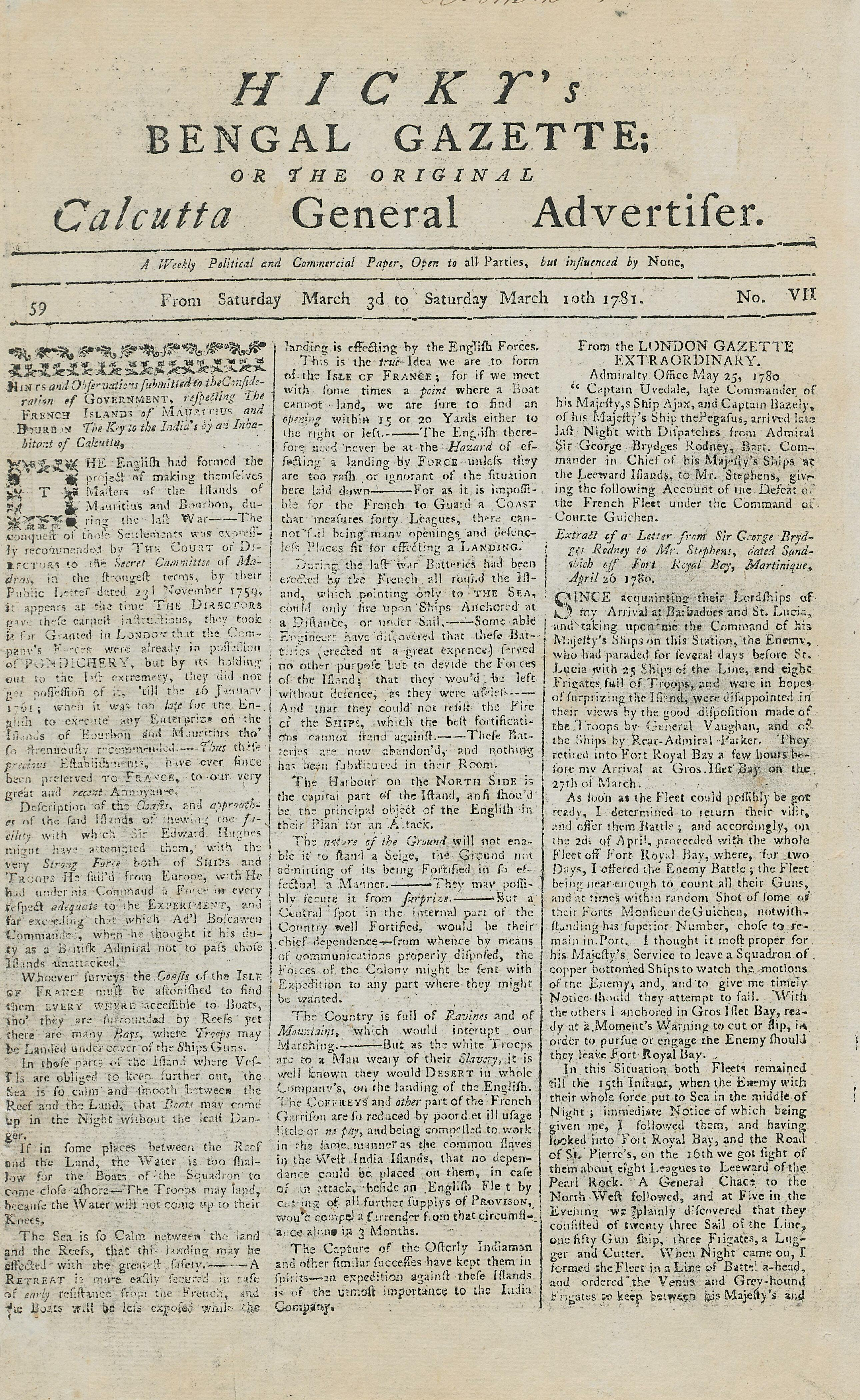
Hicky's Bengal Gazette, první indické noviny

K roku 2019 byli dvěma největšími indickými deníky Dainik Bhaskar (přes 4 miliony prodaných výtisků denně) a Dainik Jagran (před 3 miliony prodaných výtisků). Oba jsou psány v hindštině. I další nejprodávanější deníky jsou v hindštině kromě dvou: největším indickým deníkem psaným v angličtině a zároveň třetím největším v Indii je The Times of India. Jde zároveň o nejprodávanější anglickojazyčný deník na světě. Založen byl v roce 1838, pod názvem The Bombay Times and Journal of Commerce. Od roku 1861 má název současný. Významnou postavou rozvoje deníku v 19. století byl šéfredaktor Robert Knight, který z něj učinil jedno z nejprestižnějších médií v zemi. K významným autorům minulosti patřil i Mahátmá Gándhí. V roce 1991 BBC deník zařadila mezi šest nejlepších světových novin. Mezi prvními sedmi nejprodávanějšími novinami v Indii je i jeden v malajálamštině (kterou se mluví hlavně ve státě Kérala): Malayala Manorama. Největšími časopisy jsou hindský Ravivasriya Hindustan a dva časopisy v angličtině: The Hindu a Sunday Times of India. Prvním indickým tištěným periodikem byla anglicky psaná Hicky's Bengal Gazette, jež vznikla roku 1780.
Televizní vysílání bylo v Indii zahájeno v roce 1959. Tři desetiletí byla televize státní. Státní monopol na televizní vysílání skončil v 90. letech. Od té doby satelitní kanály začaly formovat zvláště indickou populární kulturu. V roce 2012 přijímalo televizní signál terestricky více než 554 milionů lidí, dalších 462 milionů pak satelitně nebo kabelově. Televize tak byla zdaleka nejvlivnější médium, s výrazným náskokem proti tisku (350 milionů čtenářů), rozhlasu (156 milionů posluchačů) nebo internetu (37 miliónů uživatelů). Vysílání rozhlasu bylo zahájeno roku 1927.
V žebříčku svobody mediálního prostředí Press Freedom Index, který sestavuje organizace Reportéři bez hranic se Indie nacházela k roku 2019 na 140 místě ze 180 zemí.

### Sporty a hry

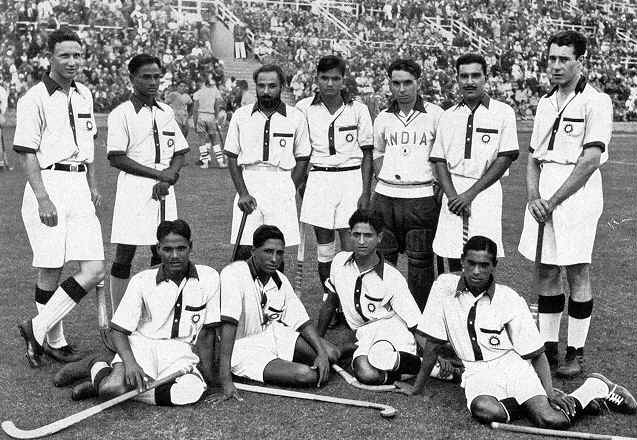
Indický hokejový tým, který na letních olympijských hrách v roce 1936 získal zlato

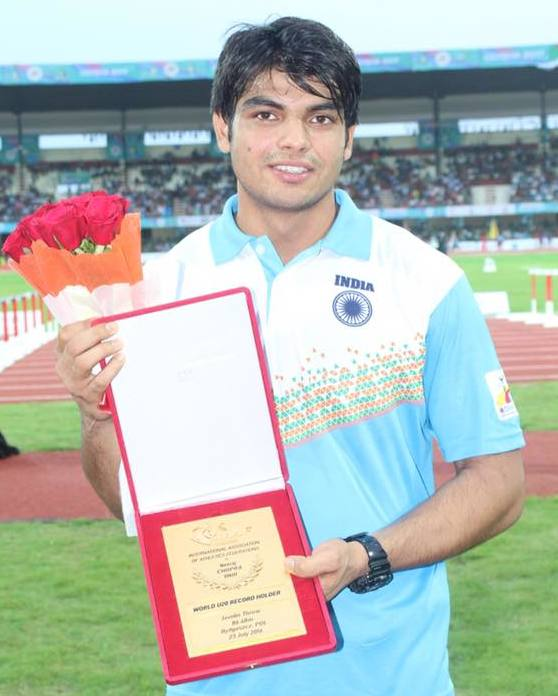
Níradž Čopra

Národní sport Indie je pozemní hokej, velmi populárním je kriket, dále kulečník, střelba, badminton. V některých státech, zejména na severovýchodě, je nejpopulárnějším sportem již fotbal.
Indie se zúčastnila již druhých olympijských her roku 1900 v Paříži (indický Brit Norman Pritchard zde získal dvě stříbrné medaile, v běhu na 200 metrů a v běhu na 200 metrů překážek, přičemž ta první byla vůbec první olympijskou medailí pro Asii v historii). Ovšem pak následovala v účastech pauza až do roku 1920. Od té doby se Indové účastní všech letních her, nepravidelně pak zimních (prvně roku 1964). Celkem si Indie z olympiád přivezla deset zlatých medailí, z toho osm bylo z mužského turnaje v pozemním hokeji (1928, 1932, 1936, 1948, 1952, 1956, 1964, 1980). V letech 1928–1956 bylo postavení mužské indické reprezentace zcela neotřesitelné. Legendárním pozemním hokejistou byl Dhyan Chand. Prvním individuálním sportovcem, který si přivezl z OH kov nejcennější, se v roce 2008 stal sportovní střelec Abhinav Bindra. Na hrách v Tokiu konaných roku 2021 pak druhé zlato senzačně přidal oštěpař Níradž Čopra. Šlo o první indickou atletickou medaili od Pritchardova výkonu z roku 1900. Také v zápasu se Indové na OH prosazují, dvě medaile přivezl Sušíl Kumár. Stříbrnou medaili na hrách v Riu roku 2016 získala badmintonistka Pusarla Venkata Sindhuová, která v Tokiu přidala bronz a je i mistryní světa z roku 2019. Popularita badmintonu v Indii prudce vzrostla v 80. letech 20. století, Prakaš Padukone se stal první indickou světovou jedničkou v tomto sportu roku 1980, roku 2018 se to znovu povedlo Srikanthu Kidambimu, mezi ženami pak v roce 2015 Saině Nehwalové.
Nejúspěšnějším indickým tenistou je Leander Paes, deblová světová jednička a vítěz všech čtyř grandslamových turnajů ve čtyřhře. Má i bronzovou medaili z dvouhry z olympijských her v Atlantě roku 1996. Také tenistka Sania Mirzaová byla deblovou specialistkou a světovou jedničkou, vyhrála ve čtyřhře Wimbledon, US Open i Australian Open.

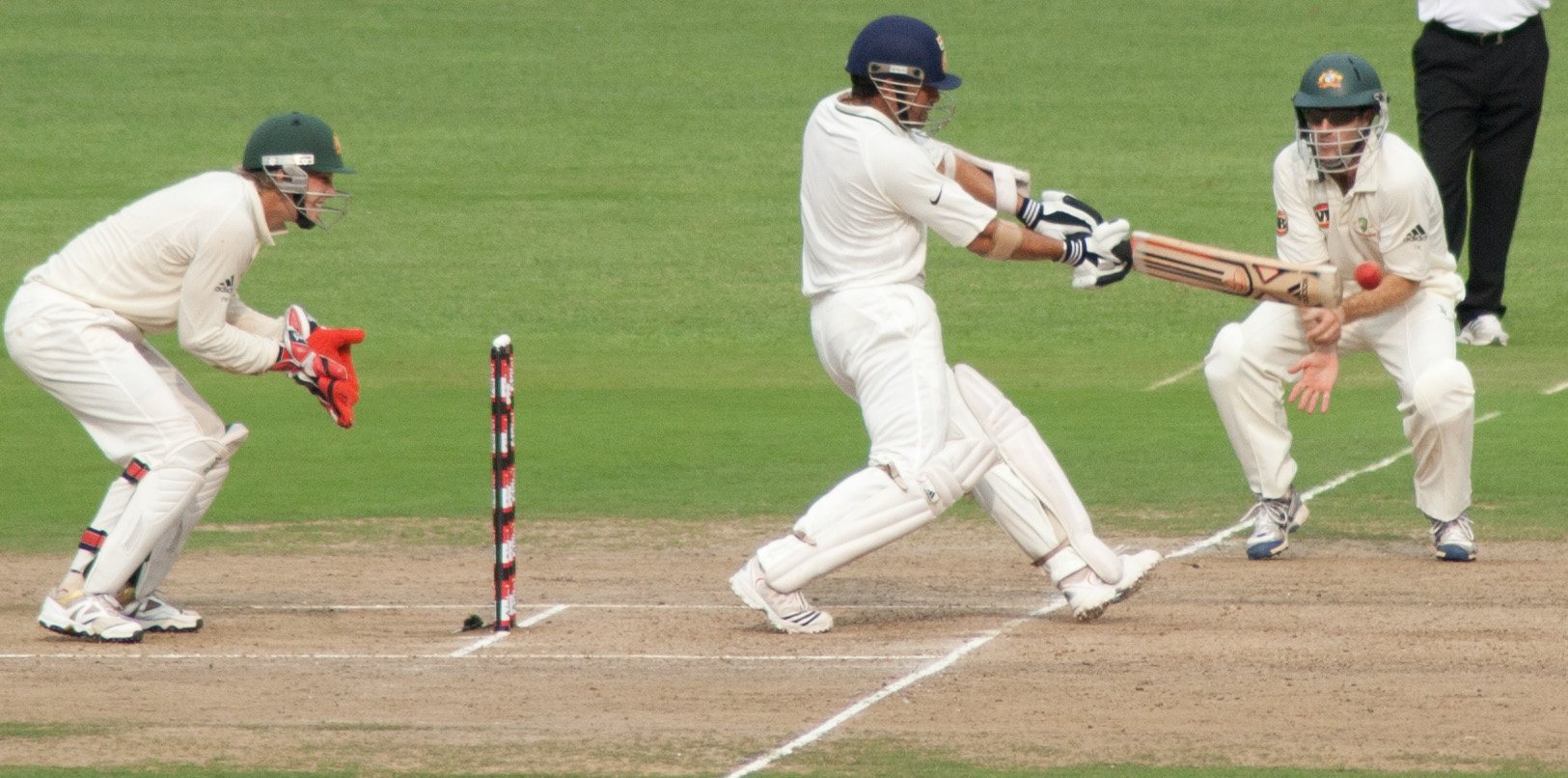
Sačin Tendulkar (na pálce)

Velice populární je v Indii kriket, Sačin Tendulkar patří k nejslavnějším kriketistům světa. Indická kriketová reprezentace vyhrála mistrovství světa dvakrát (1983, 2011). Také kulečník přinesl Indii mezinárodní úspěch, Pankaj Advani má na kontě dokonce 23 titulů mistra světa. Indie mě také silné zastoupení v šachu s několika hráči s mezinárodním statusem včetně Višvanáthana Ánanda, který se stal světovým šampionem.
Satnam Singh je prvním Indem v americké basketbalové lize NBA, Jeev Milcha Singh prvním indickým golfistou v PGA European Tour, Narain Karthikeyan prvním indickým jezdcem Formule 1.
Tradiční domorodé sporty jsou polo, kabadi a gilli-danda, které se hrají v celé zemi. Šachy a badminton dle tradice vznikly v Indii. Formule 1 se také těší popularitě, i když jen v městských oblastech. Stále populárnější je také fotbal, Indie má dvě nejvyšší ligové soutěže, I-League (založena 2007) a Indian Super League (2014), a ty již dokázaly přitáhnout řadu vynikajících hráčů z celého světa. Indická fotbalová reprezentace v současnosti nedosahuje mezinárodních úspěchů, ačkoli se v roce 1956 jako první asijský tým probojovala do semifinále olympijského turnaje.
Dvakrát již Indie pořádala Asijské hry (1951, 1982). Stadion Naréndry Módího je největším funkčním stadionem na světě, pojme 132 000 sedících diváků.

### Kuchyně

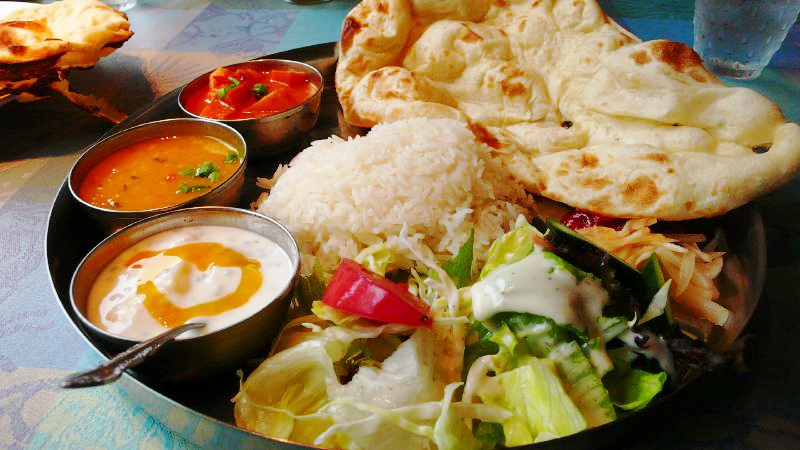
Indický vegetariánský pokrm: chlebová placka naan, rýže, jogurtová omáčka raita, čočkový dál

Indická kuchyně je neobyčejně rozmanitá; ingredience, koření a kuchařské metody se liší každým regionem. Některé postupy indické kuchyně, zejména kombinace jednotlivých surovin, se vyvíjely v součinnosti s tradičním lékařstvím ajurvédou.
Jídlo se často peče či vaří v hliněné peci tandúr. Rýže a pšenice tvoří základní potravinovou složku v zemi. Používají se také různé druhy čočky, k oblíbeným surovinám patří též baklažán (lilek) nebo cizrna. Požívání masa se liší podle náboženství. Hinduisté nikdy nejedí hovězí maso, příslušníci vyšších hinduistických kast jsou většinou úplní vegetariáni. Těmi jsou i džinisté, buddhisté, a často také indičtí křesťané. Sikhové nejedí hovězí, muslimové vepřové. Pouze pársové nejsou ve stravování nijak limitováni.
Typickým kořením je kari, kurkuma, zázvor, koriandr, kardamon či čertovo lejno, specifickými indickými kořenícími směsi jsou čát masála a garam masala. Na jihu Indie se k dochucování užívá kokos nebo kokosové mléko. Často se též používá přepuštěné máslo ghí. Základní jídlo nezřídka doplňuje omáčka čatní, často velmi pikantní, nebo výrazné chuti. Jejím základem je mango, ale i rajčata, papriky, nebo jablka. Alternativou je jogurtová omáčka raita. Zejména ve střední Indii jsou přílohou často placky – čapatí, naan a jiné.
Známými indickými jídly jsou luštěninová kaše dál, pečené taštičky plněné zeleninou nebo luštěninami zvané pakora, tvarohový sýr panír, špenát se sýrem zvaný ság, plněné taštičky samosa (obvykle trojúhelníkového tvaru), rýžový pokrm birjání, grilované maso kabáb (zejména muslimské jídlo), celosvětově známé ragú zvané kari, kuličky z masa zvané kofta, pečené kuře tandoori, jihoindická vepřová specialita vindaloo, kuřecí pokrm tikka masala. Existuje také mnoho sladkých dezertů, například rýžový nákyp zarda. Typické pro indickou kuchyni je kombinování pálivé a sladké chuti.